# Flamenco
Pour les articles homonymes, voir Flamenco (homonymie).
Genres dérivés
Nouveau flamenco, flamenco chill, flamenco house
Le flamenco est un genre musical et une danse datant du XIXe siècle, créé par le peuple andalou sur la base de traditions et de folklore populaires issus des diverses cultures qui se sont épanouies au long des siècles en Andalousie. Plus précisément, le Dictionnaire de l'Académie royale espagnole définit le cante flamenco comme « le chant andalou gitanisé ».
Le même Dictionnaire de la langue espagnole indique que lorsqu'il est adjectif, le mot « flamenco » renvoie d'abord à ce qui est originaire des Flandres (ou flamand), mais qu'il sert aussi à qualifier « une manifestation culturelle, ou son interprète, [pour désigner] son caractère populaire andalou, et souvent lié au peuple gitan » (sans que le lien entre ces deux acceptions de « flamand » et de « flamenco » soit précisément établi). Utilisé comme substantif, le mot renvoie au genre artistique qui regroupe toutes ces manifestations culturelles, aux artistes qui le portent, ainsi qu'aux traditions sociales communes et aux styles dont elles relèvent ou se réclament. Le dictionnaire en donne pour exemple « un flamenco à la voix déchirée ».
À l'origine, le flamenco consistait en un simple cante (chant) a cappella, établi dans le triangle formé par Triana à Séville, Jerez et Cadix. Le mot cante s'applique essentiellement au chant flamenco, car le mot habituel en espagnol pour dire « chant » est canto. L’appellation traditionnelle du flamenco est d'ailleurs le cante jondo (ou « chant profond », variante andalouse de l'espagnol hondo). Le Dictionnaire de la langue espagnole définit encore le cante jondo comme le « chant andalou le plus authentique, de profond sentiment ». Les chanteurs et chanteuses de flamenco sont appelés cantaor ou cantaora (variante andalouse de l'espagnol cantador / -ra : « chanteur / -teuse », qui connaît aussi le mot cantante pour « chanteur lyrique »).
Les claquements des mains pour accompagner ce chant s'appellent palmas, et la danse se nomme el baile (bailaor : « danseur » ; bailaora : « danseuse », termes réservés aux danseurs de flamenco, car le terme générique en espagnol pour « danseur » est bailarín au théâtre ou danzante dans une procession). La percussion, en plus des palmas polyrythmiques, se fait souvent avec les pieds : le zapateado, une sorte de claquettes inspirée de la danse de groupe de type traditionnel dite chacarera, toujours pratiquée dans certains pays d'Amérique latine. Comme percussion, les castagnettes, héritage de l'antiquité romaine, sont encore parfois utilisées, suivies du mouvement des poignets. Les mains et les doigts proposent aussi des figures très travaillées et expressives appelées floreos. La danse représente une fusion stylistique entre la chacarera, le mouvement artistique du toreo de salon, et la danse du ventre ; elle relève aussi probablement, comme source lointaine, de certaines danses indiennes et arabes, peut-être apportées en Andalousie par le peuple gitan, lequel se trouve au cœur de la construction culturelle que représente le flamenco, lui-même partie prenante intime de l'âme espagnole.
La guitare classique, dite aussi « guitare espagnole », s'apparente à la guitare flamenca, même si cette dernière est plus fine, plus légère et rend un son plus clair, métallique, brillant et moins velouté. La musique qui accompagne le chant ou la danse, ou qui joue seule, est nommée el toque (jeu de guitare essentiellement, même si aujourd'hui, dans le nouveau flamenco, on trouve aussi du piano et d'autres instruments). Le musicien de flamenco est appelé tocaor, par déformation dialectale andalouse de l'espagnol tocador (joueur de guitare, musicien). À l'époque contemporaine, la percussion se fait souvent aussi avec le cajón, instrument des musiques traditionnelles péruviennes depuis le XVIIIe siècle ; celui-ci fut rapporté du Pérou par Paco de Lucía.
Le flamenco est inscrit par l'UNESCO au patrimoine culturel immatériel de l'humanité le 16 novembre 2010, à l'initiative des communautés autonomes d'Andalousie, d'Estrémadure et de Murcie.

## Étymologie

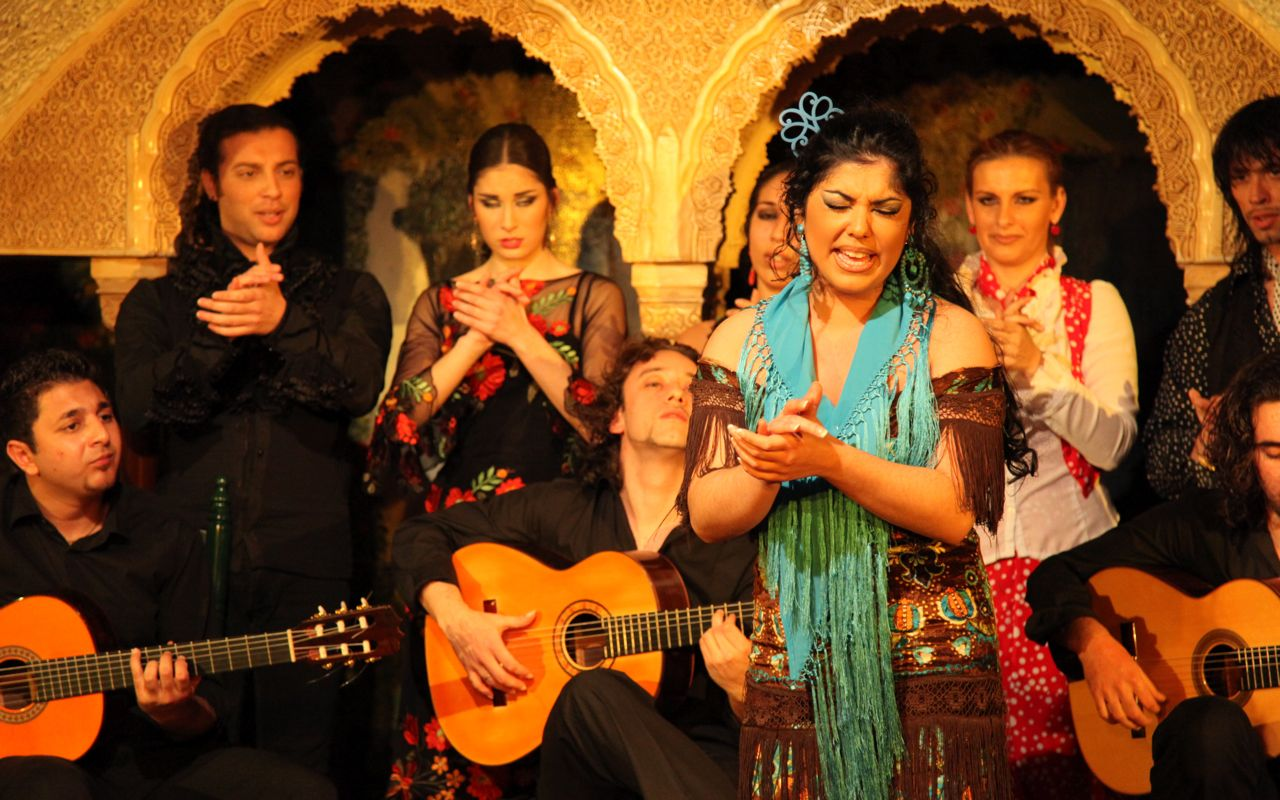
Exhibition de chant et de musique flamenca dans un tablao.

Il existe de nombreuses théories concernant la genèse exacte du terme « flamenco ». Blas Infante, dans son livre Orígenes de lo Flamenco y Secreto del Cante Jondo (1929-1933), défendait l'hypothèse que le mot « flamenco » dérivait des termes arabes felah-menkoub, qui, associés, signifient « paysan errant ». Il reprenait une terminologie déjà proposée à partir du mot fallah, et déclinée aussi en felahikum ou felagmenku. Cependant, les flamencologues ont rejeté cette thèse, remarquant que le mot « flamenco » n'est apparu qu'au XIXe siècle à une époque où l'influence arabe sur la langue espagnole avait disparu.
Une autre théorie affirme que le flamenco était le nom d’un couteau ou d’un poignard. Dans la saynète El Soldado Fanfarrón, écrite par González del Castillo au XVIIIe siècle, on peut lire : El melitar, que sacó para mi esposo, un flamenco (« Le militaire, qui sortit pour mon époux, un flamenco »). Dans une autre copla (chanson) reprise par Francisco Rodríguez Marín, il dit : Si me s’ajuma er pescao (« Si le poisson brûle) / y desenvaino er flamenco (« et si je dégaine mon flamenco) / con cuarenta puñalás (« avec 40 coups de poignard ») / se iba a rematar el cuento (« l'histoire allait se terminer »). Cependant, cette hypothèse du flamencologue Luis Suarez Avila, qui semble à l'arabisant Serafín Fanjul « la plus cohérente et la plus raisonnable », ne s’est jamais fait une place.

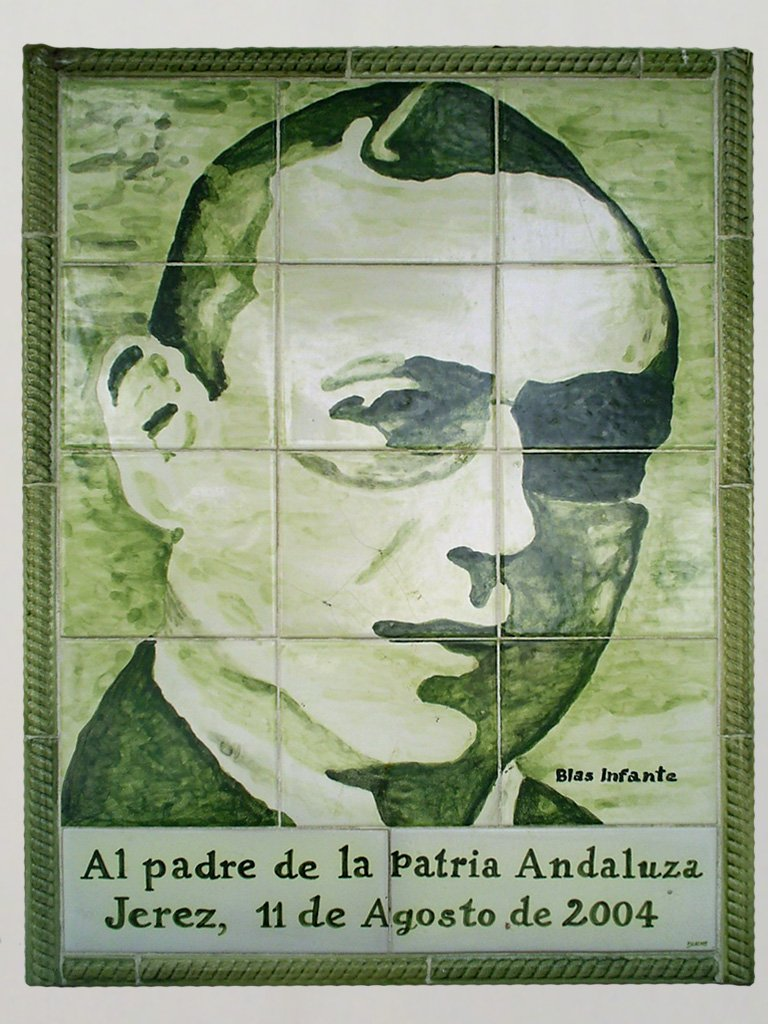
Blas Infante.

L’hypothèse selon laquelle le nom avait été donné au genre pour l’oiseau appelé flamenco (flamant rose) est due à Rodríguez Marín. Il justifia sa position en argumentant que les chanteurs interprétaient le chant avec une veste courte, qu’ils étaient grands et brisés à la taille. C’était la raison majeure pour laquelle ils ressemblaient à l’échassier du même nom.
De même que les précédentes, l'hypothèse émise par des experts tels que Hipólito Rossy ou Carlos Almendro dans laquelle on affirme que nous devons le mot flamenco à la musique polyphonique de l’Espagne au XVIe siècle qui se serait développée sous l'influence des Pays-Bas, c’est-à-dire, avec les anciennes Flandres (« Flamenco » étant la traduction espagnole de « Flamand »), n’a toujours pas été vérifiée. Cette théorie fut également défendue, bien que nuancée, par le voyageur romantique George Borrow et par Hugo Schuchard, entre autres. Selon ces écrivains, on croyait dans le passé que les Gitans étaient d’origine germanique. Cela explique la raison pour laquelle ils auraient pu être appelés Flamencos. Ce surnom de Flamencos pourrait venir aussi de ce que nombre de Gitans ont servi dans l'armée des Flandres.
Enfin, il existe deux hypothèses moins engagées. Antonio Machado Álvarez, surnommé Demófilo, écrit que « les Gitans appellent les Andalous gachós et que ceux-ci appellent les Gitans ironiquement flamencos (flamands en français), le prototype des blonds, selon eux, en opposition à leur couleur de peau « noiraude ».
Manuel García Matos, quant à lui, affirme : « Flamenco provient de l’argot employé à la fin du XVIIIe siècle et au début du XIXe siècle pour cataloguer tout ce qui signifie ostentatoire, prétentieux ou fanfaron ou, comme nous pourrions le déterminer d’une façon très andalouse, echa’o p’alante (« "echado para adelante", lancé en avant » ; la non-prononciation des consonnes est une caractéristique de l'accent du Sud de l'Espagne. » Pour ce même auteur, ce serait un mot germanique qui signifierait « flamboyant », « ardent ».

## Histoire

### Origines

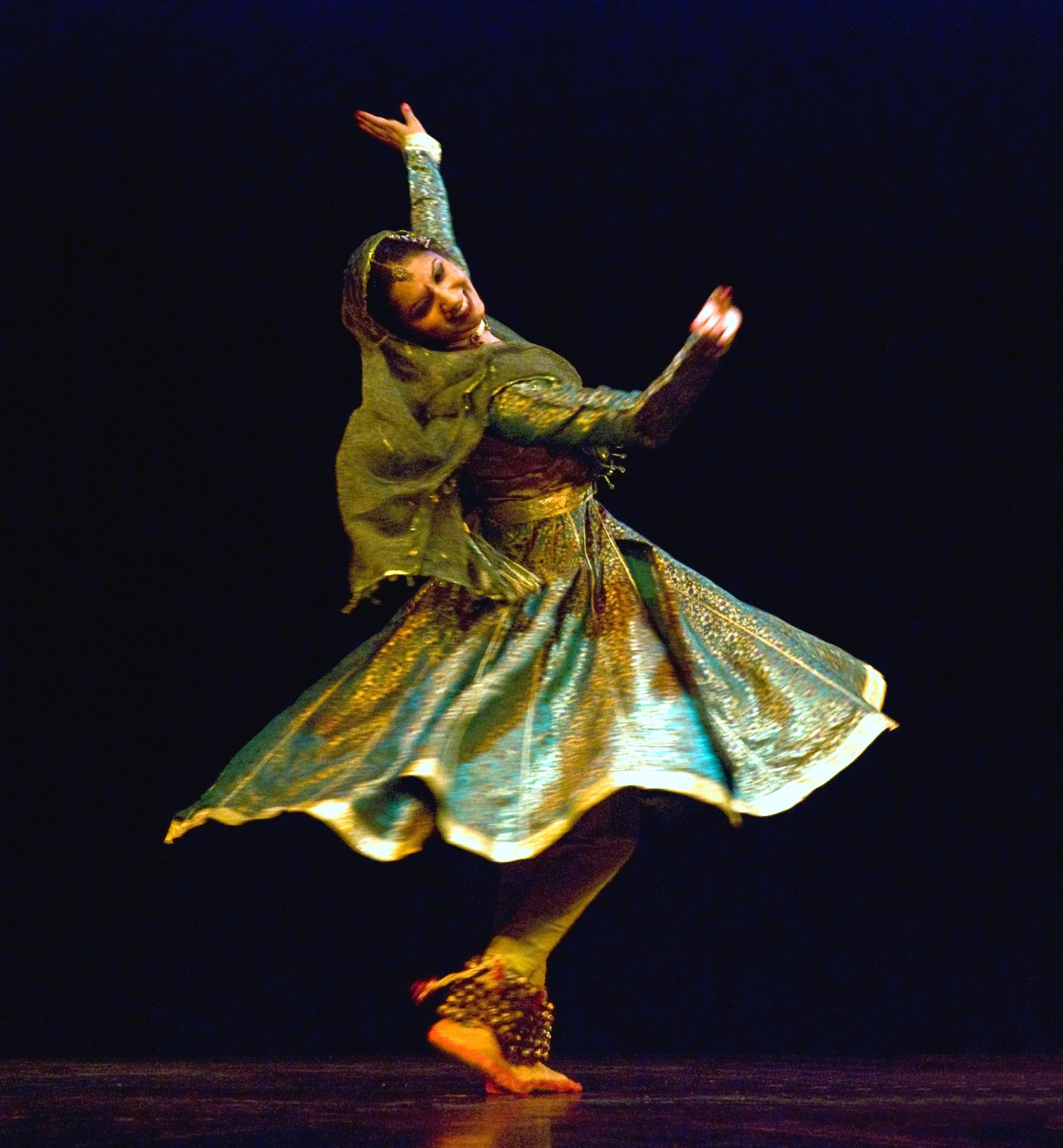
Danseuse de kathak, une des danses indiennes possiblement aux origines du flamenco.

Le flamenco, selon certains auteurs, trouverait son origine dans trois cultures : arabo-musulmane, juive et andalouse chrétienne. En dépit de la préconisation par les conquérants berbères almohades de l'orthodoxie religieuse musulmane, ils ont importé avec eux l'art du flamenco. L'origine de cette musique doit aussi être recherchée dans l'ethnologie du peuple qui l'a conservée et transmise, c'est-à-dire le peuple gitan. Les Gitans ont conservé de larges franges de leur culture d'origine, à savoir la langue (le caló) et la musique[réf. nécessaire]. Une étude comparative de la danse indienne (bharata natyam, mudrā et surtout kathak) et de la danse flamenca (par exemple celle de Carmen Amaya) permet de dégager des similitudes exactes.
L'influence africaine sur la genèse du flamenco, par le biais des personnes d'Afrique subsaharienne esclavagées et de leurs descendants, présents en Andalousie dès le XVe siècle, est également attestée.
Exégètes, musicologues et chercheurs s'accordent à penser aujourd'hui que Triana, un quartier de Séville, est le berceau du flamenco. C'est en effet dans cette ville que des poètes et des musiciens trouvèrent refuge vers le XVIe siècle. D'autres sources, telle la bibliothèque de Séville, font remonter la venue de troubadours « réfugiés » en raison de persécutions au XIIIe siècle.
Il est souvent dit que le flamenco est né des Gitans. Ce qui, comme le souligne Michel Dieuzaide n'est pas tout à fait exact, et de nuancer : « Le flamenco ne se confond pas avec les Gitans, il s'en faut ; les payos (ou gadgé pour les Roms), y jouent un rôle important, mais les Gitans lui donnent son style. » Certains historiens considèrent que les Gitans, par nomadisme, ont fortement contribué à la diffusion du flamenco en arrivant en Espagne, au début du XVe siècle. Ils ne furent pas seulement les diffuseurs de cet art, mais les importateurs de la sémantique flamenca, dont la source est indienne, aussi bien pour la danse que pour la musique.
Selon certains musicologues, les Gitans intégrèrent les diverses sonorités musulmanes, telles que nous pouvons encore les entendre de nos jours avec Abdelkrim Raïs, tout en en modifiant le rythme. Mais il se pourrait que le mimétisme ait opéré en sens contraire, et que le flamenco, devenu populaire en Espagne, ait influencé la culture arabe qui en a reproduit les intonations. Il est en effet connu que le monde arabe a exercé une vive influence en Espagne, à la fois par ses auteurs, penseurs et musiciens : les meilleurs locuteurs arabophones au XVIe siècle étaient, du moins l'affirme l'historien Ibn Khaldoun, les Andalous. Ainsi, c'est en Espagne que le monde musulman a eu ses meilleurs philosophes et penseurs. La musique flamenca, produit typique de la terre d'Espagne, exerça son influence en terre d'islam lors des exils dus au décret de l'Alhambra. Il convient donc légitimement de s'interroger : qui influence qui dans l'élaboration d'un art, et ne point passer sous silence l'influence indienne directe qui conditionne la culture gitane.
Les Gitans s'inspirent également des cantiques liturgiques chrétiens mozarabes, ou « rites mozarabes », dont la présence est attestée dès le début du IXe siècle. Ces liturgies seront remplacées (pour ne pas dire interdites) vers le début du XIe siècle par les papes qui se succéderont, ainsi que par les rois de Castille et d'Aragon. Elles seront de nouveau autorisées au XVIe siècle par l'évêque Cisneros de la cathédrale de Tolède, qui voit là une bonne façon de ramener au bercail les « infidèles ». Le mozarabe apparaît pleinement dans la poésie des troubadours appelée muwachchaha (d'origine araméenne, hébreue et arabe), terme que l'on retrouve déformé dans la langue rom sous la forme muvaachaha[réf. souhaitée].
À rebours de ce qui précède ci-avant, l’arabisant nationaliste espagnol Serafín Fanjul montre, dans une substantielle étude qu’il n’y a aucune filiation entre les chants arabes ou berbères et le flamenco, qu’en outre, la base littéraire des chansons de flamenco date seulement des XVIIIe et XIXe siècles. Certes, pour le flamenco, certains éléments antérieurs au XVIIe siècle existent et ne sont pas apparus ex nihilo, mais tout ce qui peut être dit à ce sujet n'est que conjectures. Les chorégraphies du flamenco ne s’accordent pas non plus avec les séparations effectuées entre hommes et femmes dans les fêtes arabes ou musulmanes, même lors des mariages où l'on voit tant les hommes que les femmes festoyer séparément.
Par ailleurs, « et sans vouloir entrer dans la polémique sur les origines gitanes du flamenco », écrit Fanjul, ni dénier aucunement l’apport considérable des Gitans au flamenco, il s’interroge sur la question de savoir pourquoi - si cette musique était le produit de la culture gitane - les Gitans balkaniques ne chantent et ne dansent pas de la même façon que les Gitans andalous ou encore que les Gitans d’Europe du Nord ne chantent et ne dansent pas du tout.

### Proto-flamenco
Il est très difficile de déterminer avant le XVIIIe siècle, comment était représenté l'« ancêtre » du flamenco. Des pièces de musique du XVIe siècle (nées vers 930-960) et ayant circulé dans le sud de l'Europe, Corse, Andalousie, et dans les Pays catalans, telles les Cant de la sibilla — tout en étant d'ailleurs interdites par l'Église catholique romaine — peuvent nous donner une idée des sonorités arabo-andalouses, qui composaient les voix et la couleur sonore des instruments de cette époque[réf. nécessaire].
À côté des instruments traditionnels utilisés, un seul d'entre eux semble ne pas avoir changé. Il s'agit du rabâb, ancienne vièle à deux cordes en boyau de mouton, dont on tire les sons avec un archet en crin de cheval. Le son mélodieux de cet instrument peut, sans autres précisions, d'après le musicologue Garcia Matos, avoir été utilisé pour accompagner ceux que nous pouvons nommer les « premiers » cantaores (en espagnol, le mot « chanteur » se dit normalement cantante ; mais pour le flamenco, on utilise le terme spécifique de cantaor. Voir supra). Il semblerait que la mandoline ait pu être utilisée, mais ce, sans autre forme de précision notable, si ce n'est quelques photographies anciennes datées des années 1900.[réf. souhaitée]

### Reconnaissance

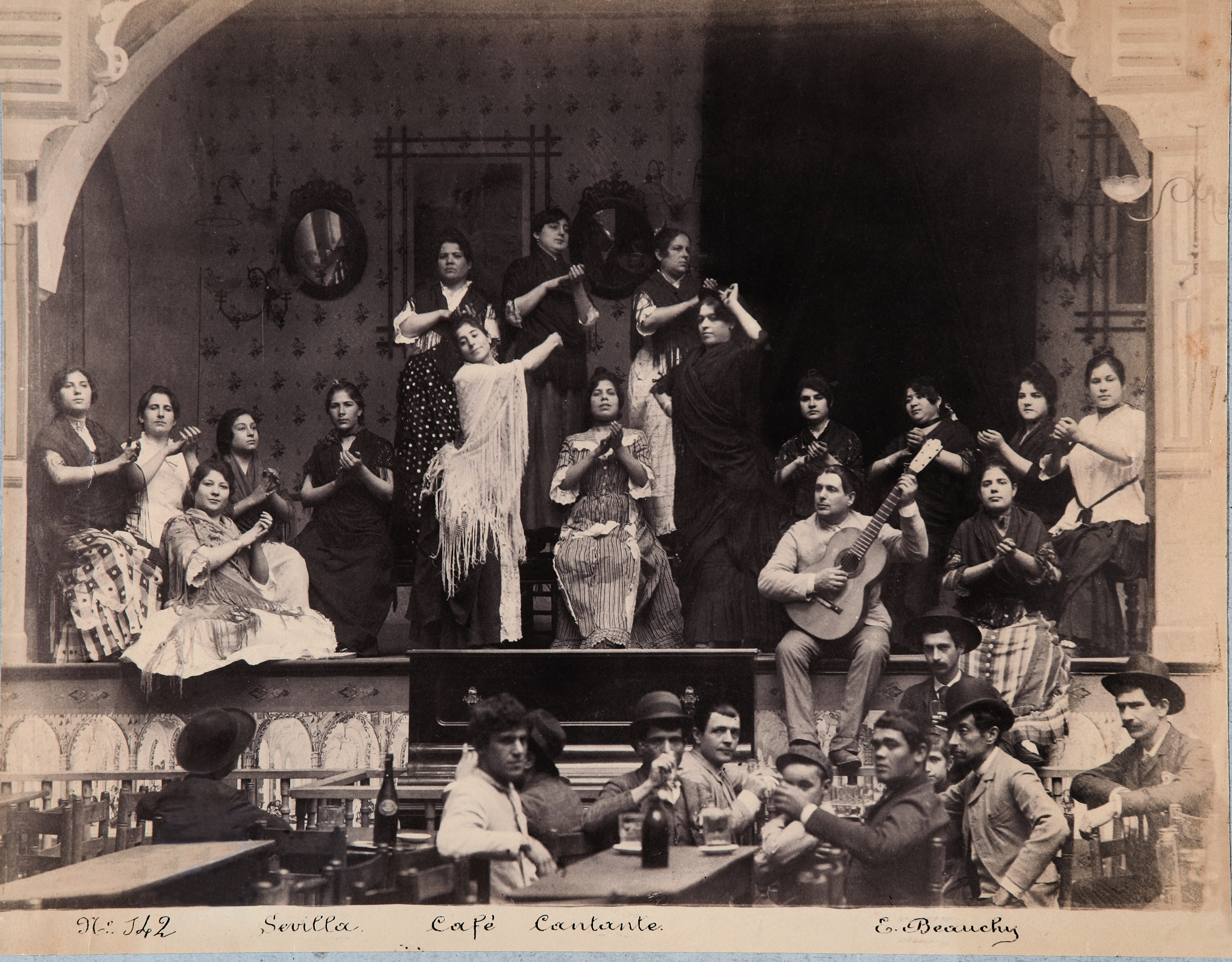
Photographie d'Emilio Beauchy, café cantante (« café chantant »), Séville, vers 1888.

À la fin du XVIIe et au début du XVIIIe, le flamenco commence à être reconnu et revendiqué par les exclus et les déshérités. Le chant seul, comme dans la tonà, servait à dissimuler des remarques et critiques d'ordre politique. Ce n'est qu'au milieu du XVIIIe et au XIXe siècle, que ce dernier commencera à être reconnu, et à avoir un rôle social et culturel, qui s'exprimera d'abord dans les lieux de travail, entre amis, ou dans les réunions familiales. Il est parfois écrit que le flamenco fut popularisé à la fin du XVIIIe siècle à Jerez de la Frontera en Andalousie, par Tío Luis el de la Juliana. C'est en transportant de l'eau depuis la source des Albarizones jusqu’à Jerez que le cantaor créait ses chants. Son nom est à l'origine de nombreux conflits entre les flamencologues d’antan, car sa biographie n’a jamais pu faire l’objet d’un consensus,. (Aujourd’hui[Quand ?], cette discussion n’a plus la même perfection, car il est toujours impossible de démontrer le fait même qu’il ait existé[réf. nécessaire]).

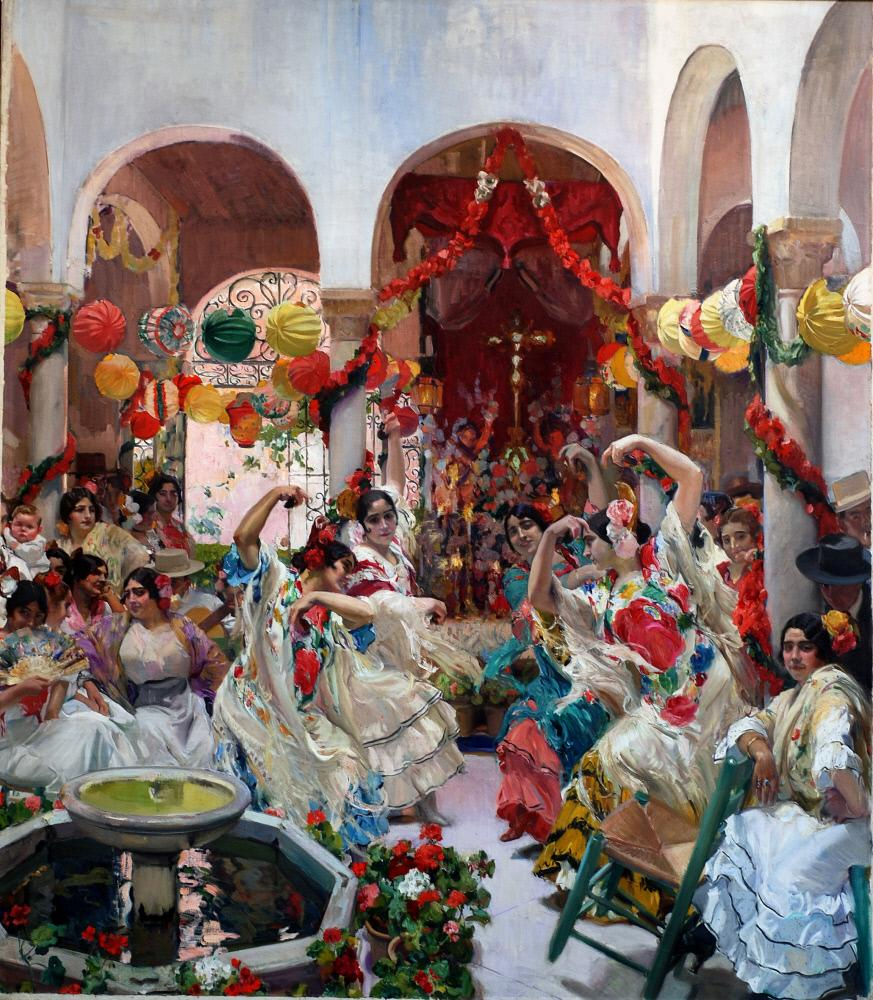
Vision d'Espagne: Séville, La Danse
Joaquín Sorolla, 1915
The Hispanic Society of America, New York

C'est à Triana, que s'ouvriront les premiers cafés cantantes, ancêtres des cafés-concerts. En 1881, Silverio Franconetti ouvre à Séville le premier café chantant consacré au seul flamenco. Mais le succès du flamenco a aussi son revers. Il perdra dans les années 1920, jusque vers 1950 — date de son renouveau — son âme. Mêlé à un pseudo folklore de « bas étage », il ne servira qu'à plaire à un public toujours plus nombreux, à la recherche de trivialités[réf. souhaitée].
Il faudra attendre les années 1950 afin que soit entrepris un travail important pour faire découvrir aux amateurs les plus belles et vibrantes pages du flamenco passé, notamment par la première grande anthologie éditée par Ducretet-Thomson qui obtint le prix Charles-Cros en 1956. Mario Bois propose en 1985 au Chant du monde de créer une anthologie. Les archives discographiques des plus grands interprètes couvrent une vingtaine de volumes. Pour ce dernier, le travail a été très difficile : « Comment trouver cette musique dans le labyrinthe de l'édition ? On peut dire que 80 % de ce que l'on entend est médiocre, 15 % est de « bonne volonté », mais le reste, rarissime, est d'une force, d'une flamboyance fascinantes[réf. souhaitée]. »

### Période contemporaine

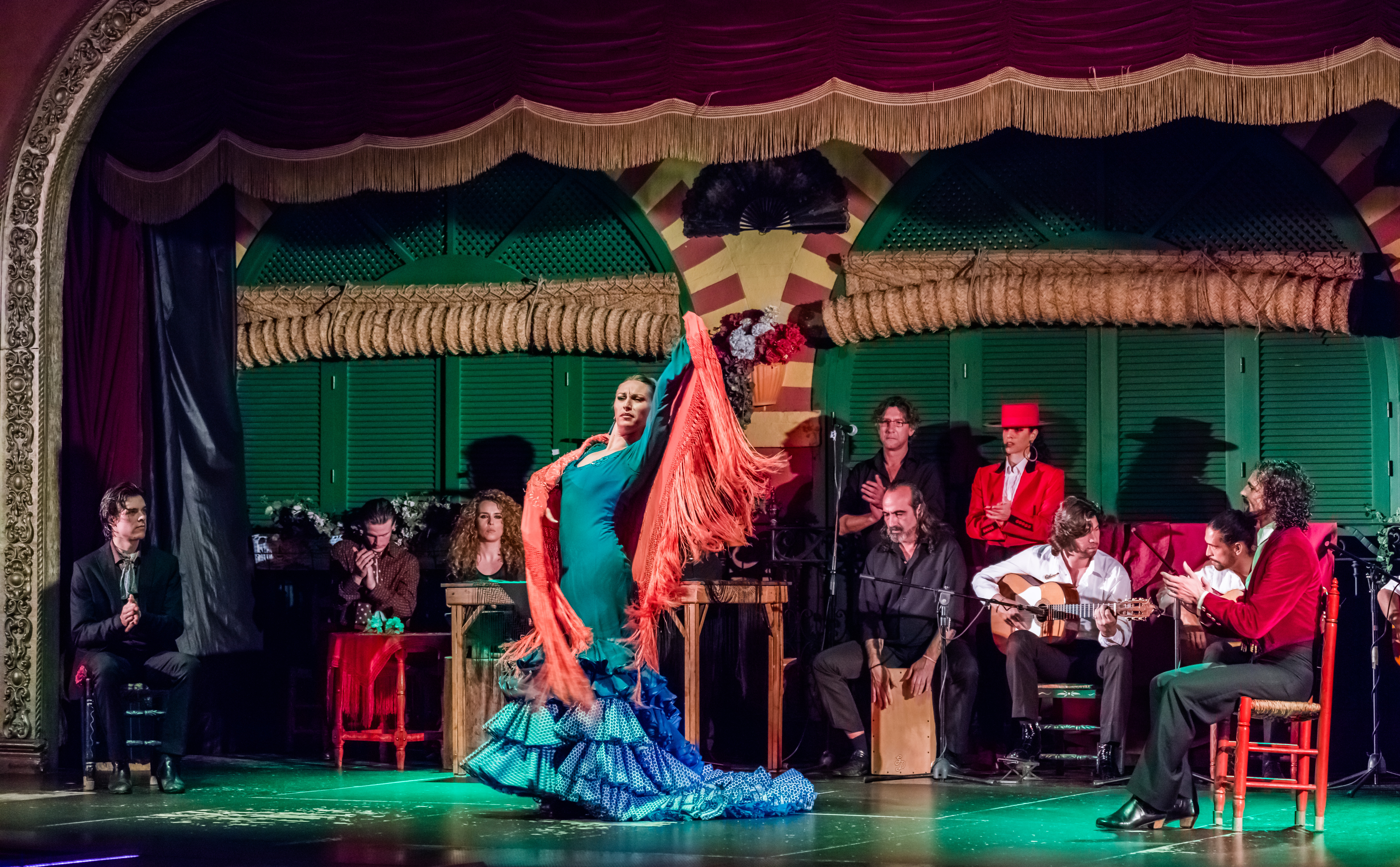
Exhibition de danse et de musique flamenca dans un tablao de Séville.

De nos jours, pour ce qui est de l'enseignement, des écoles prestigieuses, des académies — Jerez, Séville, Grenade entre autres —, donnent à cette musique une place très importante. Ce qui fait dire à Sophie Galland, dans Le Courrier (no 66, janvier 1993) : « Il renferme aussi et surtout les trois mémoires de l'Andalousie, mêlées de façon inextricable : la musulmane, savante et raffinée ; la juive, pathétique et tendre ; la gitane enfin, rythmique et populaire. »
Le flamenco peut être pratiqué dans les terrasses de cafés ou bars espagnols (Illa d'Or, Puerto Pollensa). Il existe aussi de nombreuses initiations pour enfants, ce qui n'était pas le cas auparavant, cela étant plus ou moins réservé aux adultes en tant que « danse de l'amour », en raison du mouvement collé et de la vivacité des gestes effectués.
Une évolution de la musique flamenca, menée par la génération héritière de la révolution espagnole, crée le flamenco nuevo (littéralement « nouveau flamenco ») initié par Paco de Lucía et Camarón de la Isla. Mélangeant le flamenco traditionnel à des courants musicaux des XXe et XXIe siècles tels que la rumba, la pop, le rock, le jazz ou encore les musiques électroniques, il est une nouvelle étape dans le processus d'universalisation que vit le flamenco depuis le début des années 1970.

## Dimension socio-historique

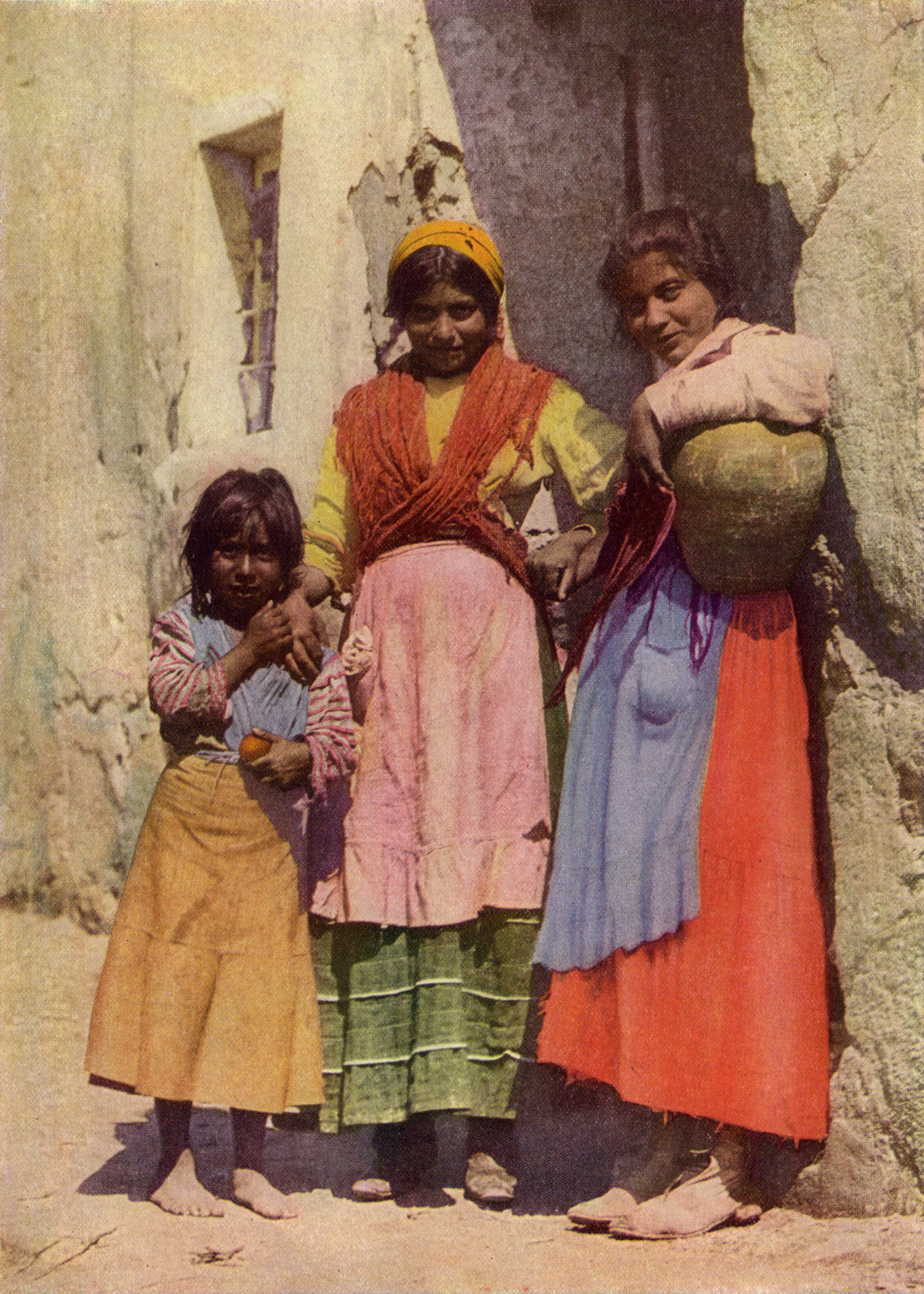
Gitanes espagnoles (1917).

Les Gitans, après avoir été chassés d’Inde, fuient vers la Perse, la Syrie et l’Arabie. Cet exode les conduit donc sur la côte méditerranéenne par l’Égypte et l’Afrique du Nord d’où ils gagnent l’Espagne au XVe siècle. Ils y arrivent en 1425, et le roi Alphonse V d‘Aragon se montre magnanime. Cependant, les Rois catholiques vont adopter envers eux une politique différente. Comme les Juifs et les Morisques, les Gitans connaissent une persécution implacable, mais ils ne seront pas chassés d’Espagne. Ils cohabitent alors dans le sud avec Morisques et Andalous, échangeant coutumes et chants, partageant la misère et le mépris dont ils sont victimes. Ils ont l’obligation impérieuse de s’adapter aux lois du pays et de s’intégrer au milieu chrétien, mais cette intégration ne sera que sélective et partielle. Après des lois créées dans le but d’expulser les Gitans d’Espagne à partir de 1484, par le Conseil de Castellón et par la pragmatique de Medina del Campo des Rois catholiques, en 1499, qui officialise et systématise la marginalisation du Gitan, le roi Charles III va promulguer, en 1783, une « amnistie » dont les effets réels resteront cependant bien limités. Le but est de tenter une assimilation des Gitans afin d’effacer, à terme, leur identité. L’État interdira que les Gitans soient appelés ainsi et fera tout pour qu’eux-mêmes cessent de se sentir Gitans. En dépit des contraintes qui perdurent, à partir du XIXe siècle, le flamenco et la tauromachie ont aidé ce peuple à survivre en lui offrant un domaine d’expression et d’affirmation de ses valeurs, de sa liberté et de son honneur. Les Gitans cessent ainsi progressivement de vivre en nomades et s’établissent peu à peu dans les foyers urbains de Séville, dans le quartier de Triana, à Grenade, dans le quartier de Sacromonte à Jerez, dans les quartiers de Santiago et Santa María. Se trouvent ainsi associés en Andalousie, les Gitans, le flamenco et le toreo.

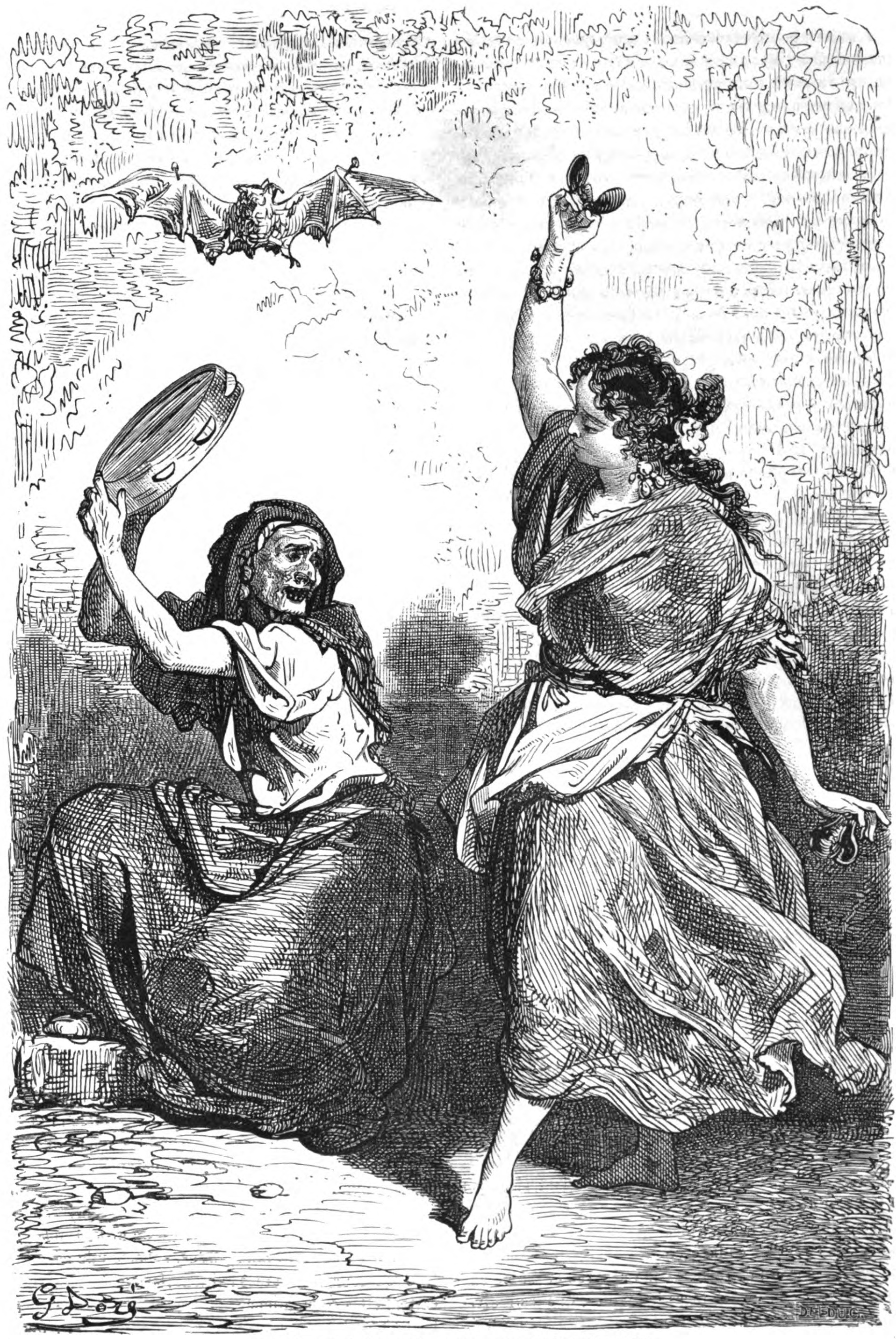
Gitane de Grenade dansant le zorongo (1864)

Le flamenco, considéré à la fois comme un acte de création et un spectacle, présentait aux yeux des tenants de l’ordre moral et religieux un grave péril, une incitation à la débauche qu’il fallait interdire. D’autre part, la profonde originalité et le caractère totalement novateur du flamenco faisaient de lui une arme particulièrement redoutable et subversive dont il fallait se protéger. Pour ces diverses raisons, le flamenco a été menacé dès son apparition et marginalisé jusqu’au XIXe siècle. L’État change alors de tactique devant la force de résistance du rituel populaire et il s’efforce de le canaliser en le contrôlant de l’intérieur. C’est le moment de l’apparition de normes strictes avec lesquelles le chant flamenco s’affirme au grand jour. Il s’agit de le domestiquer en le déplaçant des rues, des places, des tavernes, des gorges et des prisons vers des lieux spécialisés. C’est alors que le flamenco passe sur la scène des cafés-concerts et que Silverio Franconetti classe et répertorie ses différents styles et modes d’expression. Avant d’être admirée et intégrée, la culture populaire andalouse sera donc jugée subversive, œuvre d’une classe « pouilleuse ». Ceux-ci constituent en quelque sorte un symbole d’autonomie culturelle, une revendication de la liberté et, en conséquence, une réfutation du programme de despotisme éclairé fondé avant tout sur l’obéissance civique. Le flamenco et la tauromachie, en vertu de leur caractère ostentatoire, mais aussi en raison d’un public constitué de prolétaires, de paysans et de marginaux, présentaient finalement les conditions idéales pour servir de bouc émissaire à des intellectuels amers et désenchantés par les échecs politiques, militaires, économiques et sociaux de cette fin de siècle qui annonçait des lendemains difficiles pour l’Espagne.
Aujourd’hui, qu’il s’agisse de simple exotisme ou de prise de conscience véritable, la culture populaire andalouse est en voie de réhabilitation aux yeux de l’Espagne moderne. Elle est même revendiquée comme élément constitutif de l’identité nationale. C’est dans les années 1920 que se produit cette forte évolution des mentalités. En effet, les intellectuels espagnols cessent alors progressivement de vouloir édicter les normes d’une culture pour le peuple. Tout au contraire, ils se mettent à son écoute et s’en inspirent. Federico García Lorca revalorisera même cette culture populaire andalouse qui peut servir alors d’élément contestataire dans une nouvelle époque de répression et de censure des libertés, comme le fut plus tard l’ère du franquisme. Le flamenco a également été intégré dans le cinéma, en particulier dans la trilogie de Carlos Saura et Antonio Gades : Noces de sang[Lequel ?], Carmen, L'Amour sorcier. On passe ainsi à une véritable sublimation d’une culture qui cesse d’être cantonnée au cadre purement local pour être revendiquée sur le plan national, voire universel. Dès lors, le flamenco est intégré dans le circuit production/consommation, ou encore dans le star system, qui n’ont rien à voir avec sa philosophie de base et ses finalités. L’altération des valeurs originelles a été le prix à payer pour la survie de ce qu’Unamuno appelle encore au XXe siècle « une sombre religion ». Le chanteur ou le danseur, intégrés eux aussi dans la société qui les avait marginalisés, ne peuvent plus être que les dépositaires plus ou moins authentiques d’un patrimoine culturel ancestral. Le professionnalisme, la demande et la mode, le besoin d’exotisme ont banalisé l’expression. C’est tout un mode d’être, une vision du monde, une culture donc, qui s’est transformée avec le temps et l’Histoire et qui doit obstinément protéger son identité et son intégrité.
L’histoire de l’Andalousie, et celle du flamenco, c’est aussi, jusqu’à maintenant, l’histoire d’une tentative partiellement manquée de passage du local à l’universel. Empêtrés dans le local, les Andalous ont sacrifié à la demande touristique qui leur était faite : du local, de la couleur locale, encore et toujours. Depuis le XVIIIe siècle et jusqu’en 1960, peuple de faible émigration, les Andalous sont souvent restés chez eux, à la différence des Basques, des Galiciens ou des Catalans ; leur confrontation avec le monde extérieur est restée faible. La vie andalouse s’était ralentie. La gracia ne se nourrissait plus d’apports étrangers. Derrière le sang vif, derrière l’œil vif des Andalous[non neutre], peu d’échanges. Alors, l’ouverture se fait par aspiration de cultures étrangères. Selon Frédéric Deval, c’est parfois à l’étranger que les créateurs andalous sont, depuis 1936, allés renouveler leur inspiration : Lorca à New York, Rafael Alberti à Buenos Aires puis à Rome, Manuel Angeles Ortiz à Paris, Manuel de Falla en Argentine, Pablo Picasso en France…

## Dimension philosophique
Au carrefour de l’Orient et de l’Occident, le flamenco est le fruit d’un syncrétisme qui dépasse le cadre purement culturel pour atteindre le domaine de la philosophie. Il est un formidable moyen de communication et d’expression de l’essence et de l’existence de l’homme andalou, il constitue l’affirmation d’un mode d’être, de penser et de voir le monde.
« Être flamenco » devient en soi un mode de vie. Le monde qui s’offre à l’expression flamenca est fait de tensions et de violences, de passion et d’angoisses, de forts contrastes et d’oppositions qui engendrent le cri du retour aux origines, cri primal et cri de la mémoire. Le cante jondo n’est pas un folklore ordinaire mais un art populaire, une expression à dimension universelle accessible à tous en dépit de son hermétisme apparent. Au-delà de sa complexité réelle, il représente le chant en soi, vrai, dépouillé ; une expression musicale à vivre de très près, avec le cœur, loin des artifices et des opérations intellectuelles. Art populaire, le cante jondo obéit à une esthétique qui est celle de la vie dans ce qu’elle a de plus authentique. Toutefois, dans le flamenco, seul le cante jondo atteint véritablement ce registre de l’art qui va au-delà du folklore. Le reste du répertoire n’atteint pas les catégories du fondamental et de l’universel. Hétérogène par ses origines, son développement et ses finalités, le flamenco possède une dimension à la fois individuelle et collective : parcours initiatique lié à la quête identitaire personnelle, il est aussi l’acte social qui réintroduit l’individu dans le groupe. À ce titre, l’art populaire andalou, qu’il s’agisse du flamenco ou de la tauromachie, met en exergue ce paradoxe de l’Andalou jaloux de son indépendance et de sa liberté dans une société où tout acte pourtant est communiel et communautaire. En fait, le flamenco, et tout spécialement le cante jondo, celui des origines, permet de se situer « au-delà » : à l’extérieur du « moi », dans le passé tout en restant « en deçà » : à l’intérieur, dans l’intimité du « moi », dans le présent. Cette dialectique permet de recréer une unité projetable sur un futur et un avenir sans cesse à conquérir.
L’art partage avec le sacré d’être une permanente passerelle entre le dedans de soi et l’au-dehors, entre notre for intérieur et le forum extérieur du monde sensible. Trop introverti, notre regard nombrilisé ne voit plus les autres ; trop extraverti, notre œil papillonnant nous rend sourds aux voix profondes de notre conscience et de notre intuition, voire aux presciences émergeant furtivement de notre inconscient par éclats de symboles chiffrés conférant au flamenco, par le truchement de l'expérience poétique du duende, son statut véritablement anthropologique selon le psychanalyste espagnol Ignacio Gárate Martínez. Frédéric Deval exprime ainsi le risque paradoxal que son grand succès fait courir au flamenco, dans la tension continue entre le flamenco comme spectacle et comme culture mondialisée en quête d'authenticité d'un côté, et le flamenco comme art de vivre de l'autre, seul garant de cette authenticité menacée justement par la quête (non enracinée) dont elle fait l'objet :

« Le flamenco vit depuis quelques décennies un paradoxe, que connaissent nombre de musiques de tradition orale : plus le public international en vient à apprécier la spécificité de la culture flamenca, plus l’énergie que le flamenco est capable de projeter va diminuant en Andalousie et en Espagne, et plus se raréfient les conditions sociologiques de sa transmission comme façon d’être (forma de ser). Or, la forma de ser du flamenco, en musique et hors musique, est précisément ce qui intéresse le plus, à l’extérieur de l’Espagne, les musiciens, les compositeurs, les musicologues, les essayistes. Peut-être parce que les sociétés industrielles parviennent si peu à créer des formas de ser et des valeurs similaires à celles que la culture flamenca est parvenue à créer. Ces sources profondes de l’esthétique flamenca ont été perçues par des gens comme Georges Hilaire comme le vrai trésor, par delà la richesse formelle des musiques et des danses flamencas ; Pedro Bacán disait que le flamenco était un moyen, et non une fin : que sa plus haute finalité était un être-ensemble d’une qualité hors pair. On retrouve ici la contradiction entre le flamenco comme communauté, et le flamenco comme musique. Le marché international, lui, ne s’y trompe pas : il fait pression pour que le flamenco soit avant tout un matériau musical et une finalité en tant que matériau musical. Sur la question du matériau musical, il y a en partie convergence entre le marché et les musiciens-passeurs. Là où ils vont différer, c’est sur la question de l’être-ensemble. Mais les métamorphoses esthétiques sont imprévisibles. L’une des clefs, dans le cas du flamenco, réside dans le nouveau public international : car il existe aujourd’hui un public exigeant en Europe, en Amérique, au Japon, qui recherche précisément ce que le flamenco a de spécifique ; c’est ce qui pourrait indiquer que le flamenco continuera à livrer sa déploration tragique et festive à une communauté d’un nouveau type, en dépit de la distance, et avec un langage qui assimile davantage qu’il ne se laisse assimiler, ceux-là auront raison. Si, au contraire, la totalité de l’identité flamenca se dilue dans d’autres matériaux, alors on devra considérer qu’en s’incorporant comme simple ingrédient à d’autres réalités musicales, le flamenco aura disparu comme tel,. »

Les Andalous et les Gitans partagent quelquefois les mêmes valeurs et présentent un certain nombre de traits particuliers communs, parmi lesquels on peut détacher la générosité, l’hospitalité, une religiosité — ou une forme de paganisme — particulière, le culte de l’honneur, du courage, voire d’un certain machisme, la faculté de vivre au présent et le sens de la fête. Ces points communs ont facilité une sorte d’osmose gitano-andalouse et provoqué l’apparition d’une sorte de philosophie flamenca. Ils s’appliquent aussi à un art de vivre, à une façon de se comporter dans toutes les circonstances de l’existence, à un ensemble de réactions ou d’attitudes parmi lesquelles dominent la prodigalité, la sensibilité à fleur de peau, l’amour effréné du paroxysme, le mépris des contingences et des valeurs matérielles.

## Lexique

### ¡Ole!

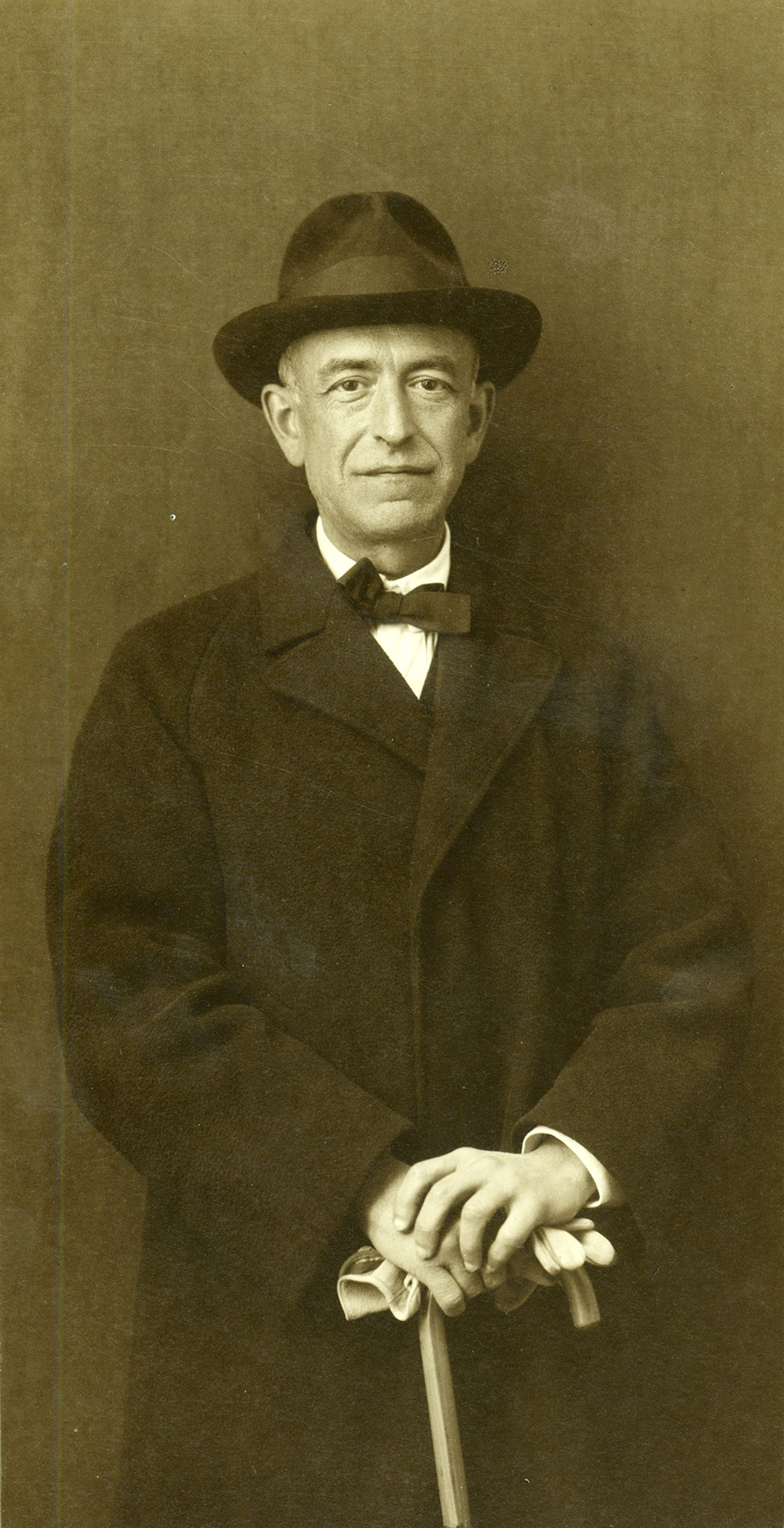
Manuel de Falla, avec une canne.

Ce mot s'écrit parfois aussi en espagnol : ¡Olé! ce qui a pour effet de déplacer l'accent tonique sur la dernière voyelle, sinon c'est habituellement le « o » qui est accentué (les deux prononciations et les deux orthographes se rencontrent fréquemment, en alternance). Le mot est souvent traduit dans les dictionnaires par « Bravo ! », mais ole a une acception plus large que cet équivalent français, si bien qu'il est généralement repris directement en français comme une expression intraduisible donnant lieu à un emprunt lexical, à l'instar du duende (voir section suivante), du spleen anglais, du blues, du swing et du feeling afro-américains, ou de la saudade luso-brésilienne,.
Cette interjection expressive espagnole est utilisée pour manifester l’enthousiasme et l’admiration ou tout simplement pour encourager les artistes lors d’un spectacle. Elle est utilisée pendant les corridas ainsi que dans l’univers du flamenco, où la participation du public, et notamment des aficionados, anime le spectacle selon le jaleo, terme consacré à ces manifestations de partage (voir le glossaire du flamenco pour sa définition). Selon Adolfo Salazar, l’interjection expressive ¡ole!, avec laquelle on encourage les cantaores (chanteurs), tocaores (musiciens) et bailaores (danseurs) andalous, peut provenir du verbe hébreu oleh, qui signifie « tirer vers le haut », mettant en évidence que les derviches tourneurs de Tunis dansent eux aussi en faisant des tours au son répété de ole ou joleh. Dans le même sens, il paraît pointer l’usage du vocable arza, qui est la manière dialectale andalouse de prononcer le mot à l’impératif Alza (« Lève-toi ! »), avec l’égalisation andalouse caractéristique des /l/ et /r/ en position implosive et finale. L’emploi indifférencié des termes ¡arza! et ¡ole! au moment d’acclamer et de stimuler les chanteurs et les danseurs de flamenco, permet de les considérer comme synonymes.
Mais l’origine la plus évidente de ce mot semble se trouver dans le caló (le parler gitan) avec l’interjection : Olá, qui signifie : « Viens » (à ne pas confondre avec le salut espagnol : ¡hola!, ni avec le vocable directement passé en français de « la ola », la vague). De même, ce mot de olá est connu en Andalousie comme signal de la battue lors de la chasse, c’est-à-dire l’action de « faire lever et rabattre » qui consiste à « mettre en fuite le gibier par des cris, des tirs, des coups ou du bruit, pour qu’il lève ».
En marge de l’origine et du sens de l’expression ¡ole!, il existe un type de chanson populaire andalouse ainsi appelée en raison de la répétition caractéristique de ce mot. Manuel de Falla s’est inspiré de ce type de chanson dans certains passages du second acte de son opéra La vida breve (La Vie brève).
Une autre hypothèse pour l’origine et le sens de cette interjection, ¡ole!, est proposée par M. Agalarrondo : selon lui l’Espagne, et particulièrement l’Andalousie, ont été fortement marquées par la civilisation arabe lors de la Reconquista de 711 à 1492, et de nombreux mots de la langue espagnole trouvent ainsi leur origine dans la langue arabe. Pour lui, c’est le cas de ole qui viendrait en fait de wallah qui veut dire « Par Allah » et qui est la démonstration de l’émerveillement, de l’étonnement, et même de l'enthousiasme ressenti à l'approche du divin, comme lorsqu'on est touché par la Grâce (au sens du concept théologique appartenant à la symbolique chrétienne). Cette hypothèse étymologique pour le mot ole est d'ailleurs reprise par García Lorca dans sa conférence sur le thème du duende, dont il sera question dans les deux sections suivantes (cf. notamment la section : ¡Ole! et le duende sont liés dans la « liturgie » flamenca).

### Duende

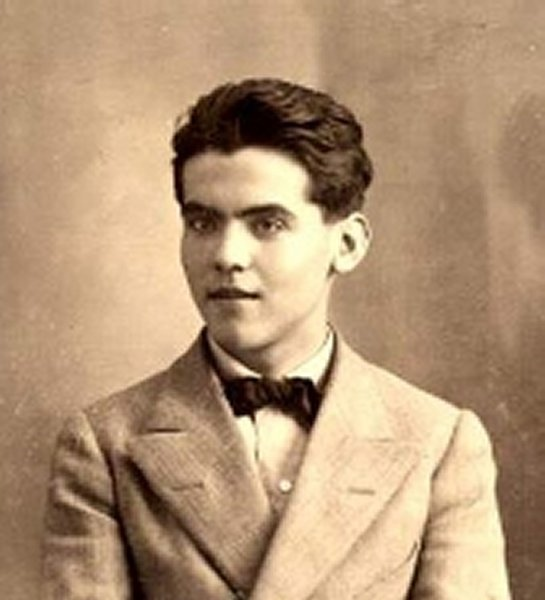
Federico García Lorca en 1914. Le poète et dramaturge andalou a consacré une conférence célèbre au thème du duende dans les années 1930 : Juego y teoría del duende.

La notion de « duende » trouve sa source dans la culture populaire hispanique (d’abord dans les anciennes traditions relevant de la superstition domestique) puis, plus récemment et plus précisément, dans le cante flamenco et la tauromachie qui la lui a empruntée.
Selon le Dictionnaire de l’Académie royale d’Espagne (en 1956), le duende en Andalousie est un « enchantement (un charme) mystérieux et ineffable », un « charisme » que les Gitans désignent par ce terme de « duende ». « Charisme » aux deux sens, premier (biblique) et second (psycho-social), du terme : 1. charisme : « Grâce imprévisible et passagère accordée par Dieu en Jésus-Christ, donnant le pouvoir temporaire de réaliser des exploits miraculeux », et aussi 2. charisme : « Inspiration donnant un prestige et un ascendant extraordinaire à un chef, un artiste, un performeur. » Dans l’imaginaire du flamenco, le duende va donc bien au-delà de la technique et de l’inspiration.
Quand un artiste flamenco fait l’expérience de la survenue de ce mystérieux enchantement, on emploie les expressions tener duende (avoir du duende, ou posséder le duende) ou bien cantar, tocar o bailar con duende (chanter, jouer ou danser avec le duende). On est proche ici des notions d'envoûtement, de possession, de transe. Initialement, le terme « duende » évoquait le lutin, désignant dans la mythologie populaire les démons domestiques ou trasgos (pour le Dictionnaire de l'Académie royale espagnole en 1732). Le mot à l'époque, dans son sens premier donc, provenait du dominus latin (maître, seigneur [de la maison : domus] étymologie qu'on retrouve dans le français « dominer ») lequel a donné en espagnol : dueño de la casa, puis duen de la casa : maître de la maison.
Federico García Lorca, dans sa conférence Teoría y juego del duende (Théorie et jeu du duende, reprise par Ignacio Gárate Martínez) réunit les deux sens du terme (le lutin et la transe) et confirme ce caractère ineffable du duende, mais aussi quasiment surnaturel, magique, vers l'envoûtement et la possession chamanique, le définissant ainsi selon le mot de Goethe : « Pouvoir mystérieux que tous ressentent et qu’aucun philosophe n’explique. » Selon Lorca, « pour trouver le duende, il n'existe ni carte ni exercice ». Personnifié en esprit malicieux, le duende semble être celui qui se produit, lors des représentations flamenco, drapé dans les gestes des danseuses et les voix des chanteurs. García Lorca nous invite à pénétrer cet état comme on pénètrerait l'âme espagnole. En parlant du duende, García Lorca veut, en fait, nous « donner une leçon simple sur l’esprit caché de la douloureuse Espagne », cette « Espagne qui est le seul pays où la mort est le spectacle national, où la mort souffle dans de puissants clairons pour l’éclosion des printemps, et [dont] l’art reste toujours régi par ce duende à l’esprit perçant qui lui a donné sa différence et sa qualité d’invention ».
En prolongement du sens actuel du duende, il existe d'autres termes et expressions caractéristiques du flamenco comme genre artistique et comme mode de vie : cuadro flamenco (groupe de flamenco), tablao flamenco (cabaret flamenco), juerga flamenca (faire la noce en flamenco), tercio (un set ou une performance flamenca, sachant que le tercio est un « tiers » soit l'une des trois phases ou actes de la corrida), quejío (variante andalouse de l'espagnol quejido : gémissement, plainte, pour caractériser certains passages du cante), aflamencar (enflammer, enflamenquer), aflamencamiento (enflammement, enflamenquement), flamencología (flamencologie, la musicologie du flamenco), flamenquería (flamenquerie, le monde du flamenco), flamencura (flamencure ou caractère inimitable de ce qui est flamenco, par exemple dans l'expression : « La Lupi (bailaora) a un style inimitable et une flamencura à fleur de peau). »

### ¡Ole!et duende dans la «liturgie» flamenca
En effet, l'interjection « olé! », exprime une jubilation plutôt calme et souriante (contrairement à l'image qu'on s'en fait ici à partir de la corrida), de la part du public ou des partenaires de l'artiste qui propose une performance en soliste à son tour. Elle survient souvent pour saluer justement le surgissement du duende dans l'interprétation de l'artiste, ou pour l'appeler de tous ses vœux.
Au cœur de ce qu'on pourrait appeler le cérémonial du flamenco, voire sa liturgie, cette interjection joue presque le rôle du Amen! (ansi soit-il) qui ponctue les transes du gospel. La fameuse Danza ritual del fuego (Danse rituelle du feu) ainsi que la Canción del fuego fatuo (Chanson du feu follet), extraites du ballet-pantomime de Manuel de Falla El Amor brujo (L'Amour sorcier), manifestent bien cette dimension mystique et liturgique du flamenco, particulièrement dans la mise en scène qu'en a faite Carlos Saura pour son film L'Amour sorcier en 1986.
Federico García Lorca dans la même conférence Teoría y juego del duende (Théorie et jeu du duende), reprenant pour sa part une des hypothèses étymologiques de ce fameux « olé », insiste lui aussi sur cet aspect religieux du flamenco, et relie l'interjection à l'inspiration divine sous la figure du duende :

« La venue du duende a toujours été préparée par un changement radical de toutes les formes. Sur des dessins anciens elle apporte une sensation de fraicheur neuve, qui aurait la qualité d’une rose tout juste épanouie, d'un miracle faisant surgir un enthousiasme quasi religieux. Dans toute la musique arabe, danse, chanson ou élégie, l'irruption du duende est saluée par d'énergiques « Allah ! Allah ! » ; « Dios ! Dios! » si proches du « Olé ! » des corridas qu'il est possible que ce soit le même cri, et dans tous les chants du sud de l'Espagne l'irruption du duende est suivie de cris sincères : « Viva Dios ! », appel tendre, profond, humain à une communication avec Dieu par le biais des cinq sens, grâce au duende qui habite la voix et le corps de la danseuse ; évasion réelle et poétique de ce monde, aussi pure que celle qui fut réussie par Pedro Soto de Rojas, poète du XVIIe siècle au talent rare, au travers de ses sept jardins, ou par Juan Calimaco grâce à une fragile et tremblante échelle de pleurs. Bien sûr quand cette évasion est réussie, tous en ressentent les effets, l'initié qui voit comment le talent l'emporte sur la pauvreté du matériau, et le profane, par le « je ne sais quoi » d'une émotion authentique. Il y a de cela des années, lors d'un concours de danse de Jerez de la Frontera, le premier prix fut attribué à une vieille de quatre-vingts ans plutôt qu'à de belles femmes ou de jeunes hommes aux hanches fluides, simplement pour sa façon de lever les bras, de dresser la tête, et de frapper du pied sur le plancher ; au milieu de ces muses et de ces anges réunis là (beauté des formes et beauté des sourires) devait gagner, et gagna, ce duende moribond qui trainait ses ailes de couteau oxydées sur le sol, »

## Formes
Le cante flamenco consiste en un certain nombre de formes traditionnelles (et d'autres plus modernes), ayant des structures rythmiques et harmoniques différentes. Le palo est un terme utilisé en flamenco pour désigner chacune des variétés traditionnelles du cante (chant) flamenco, selon la définition de l'Académie royale espagnole : « Cada una de las variedades tradicionales del cante flamenco. »
Le rythme, appelé compás en espagnol, est sans doute la caractéristique la plus importante pour distinguer les différentes formes du flamenco. Les pièces sont composées de plusieurs « phrases », ou falsetas en espagnol, dont la sensation intense, rythmique est définie par la forme principale du morceau accompagné de la guitare flamenca. Certaines formes sont chantées sans accompagnement, alors que d'autres utilisent une guitare, voire un autre accompagnement. Certaines formes ne s'expriment que par la danse. En outre, certaines danses ou chants sont traditionnellement le privilège des hommes, et d'autres sont réservés aux femmes. Cependant, de nombreux aspects traditionnels perdent de leur rigidité. La farruca par exemple, traditionnellement une danse masculine, est aujourd'hui également pratiquée par les femmes. Enfin, certaines pièces sont jouées à la guitare seule, avec ou sans accompagnement.
Une évolution dans l'utilisation de la percussion a été initiée par Paco de Lucia. Dans les années 1970, ce guitariste flamenco mondialement connu, lors d’une tournée à Lima accompagnée par son percussionniste brésilien Rubem Dantas, fut touché par la sonorité et le rythme que Caitro Soto faisait sortir de son cajón ; ce dernier en a alors vendu un à Paco de Lucía, lequel, revenant en Espagne, l’a introduit dans ses prestations et ses enregistrements de flamenco. Pour timbrer le son, ils ont rajouté à l'intérieur de la caisse de résonance du cajón des cordes de guitare. Par la suite, Rubem Dantas a aussi utilisé avec Paco de Lucía dans la musique flamenca des percussions brésiliennes comme le berimbau et la cuíca, mais seul le cajón s'est pour l'instant largement répandu dans le flamenco.

## Classification ducante

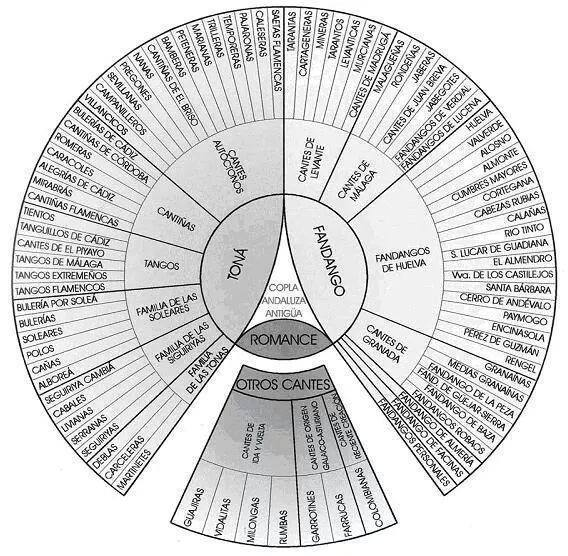
Palos flamencos.

La classification des formes du flamenco fait l'objet de débats, mais une approche classique et pratique est de les séparer en trois groupes. Les formes les plus profondes et les plus « sérieuses » sont connues sous le nom de cante jondo (ou cante grande), alors que les formes relativement plus légères et frivoles sont nommées cante chico ou mineur. Les formes intermédiaires sont appelées cante intermedio. De nombreux artistes de flamenco parmi les plus grands se sont spécialisés dans une forme unique.
| Cantes dans le flamenco | Cantes dans le flamenco | Cantes dans le flamenco |
| ----------------------- | ----------------------- | ----------------------- |
| Cante jondo             | Cante intermedio        | Cante chico             |
|                         | -                       | Garrotín                |
| Seguiriya               | Bulería                 | Alegría                 |
| Soleá                   | Tango                   | Fandango                |
| Tiento                  | Malagueña               | Farruca                 |
| Petenera                | Granaína                | Guajira                 |
|                         | -                       | Sevillana               |
|                         | -                       | Verdiales               |
|                         | -                       | Milonga                 |

Aujourd'hui[Quand ?], cette classification n'a plus la même signification. Le caractère jondo (profond) ou chico (mineur) est moins fonction du style de compas (soleá, bulería, tiento) que de l'interprétation qu'en fait le chanteur. Par exemple, de nombreux chanteurs interprètent le fandango libre, ou la bulería, comme du cante jondo.
Par ailleurs, on peut ajouter à cette liste d'autres styles plus folkloriques, plus modernes, ou certains styles hybrides. Les styles hybrides comprennent : soleá por bulería, jaleo, zambra, liviana, serranas, et bulería. Les styles folkloriques comprennent seguidilla, colombiana, garrotín, farruca, malagueña et rumba flamenca. Styles auxquels il faut encore ajouter les sous-catégories propres à certains styles. Il existe ainsi plusieurs variantes traditionnelles de soleá, bulería, tango, cantiña, fandango (qui est le style le plus riche en termes de sous-catégories : il existe quasiment un fandango par village, et par interprète spécialiste des fandangos). Enfin, la toná, proche du martinete, et qui s'interprète également a cappella, constitue quasiment un style en soi, et que les saetas sont également très flamencas dans le sud de l'Espagne.

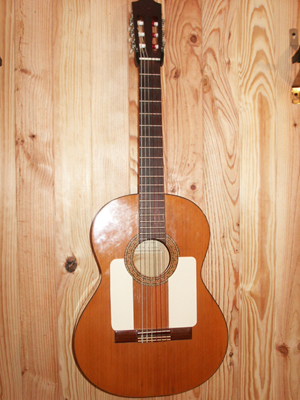
Guitare flamenca.
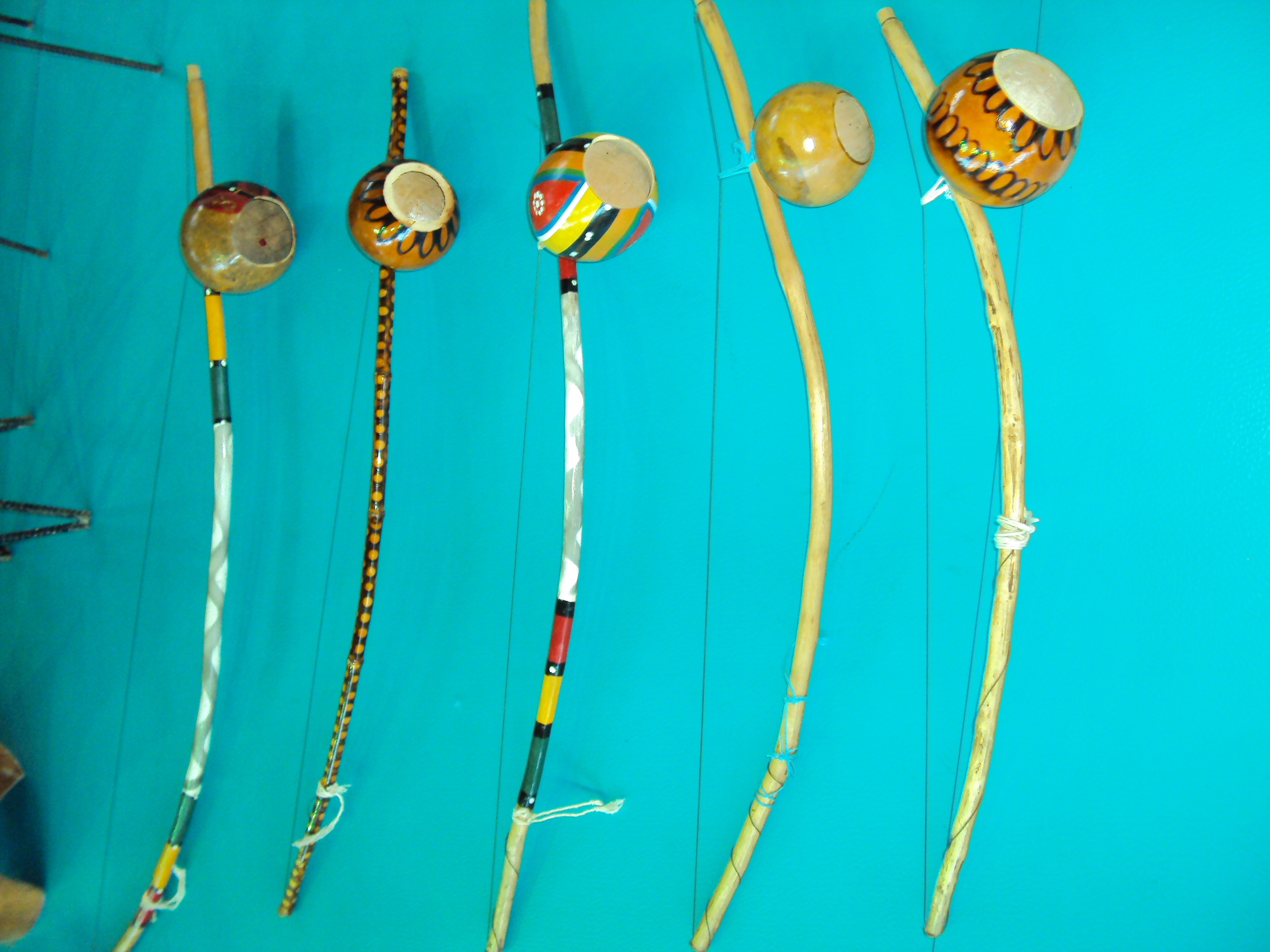
Berimbaus.
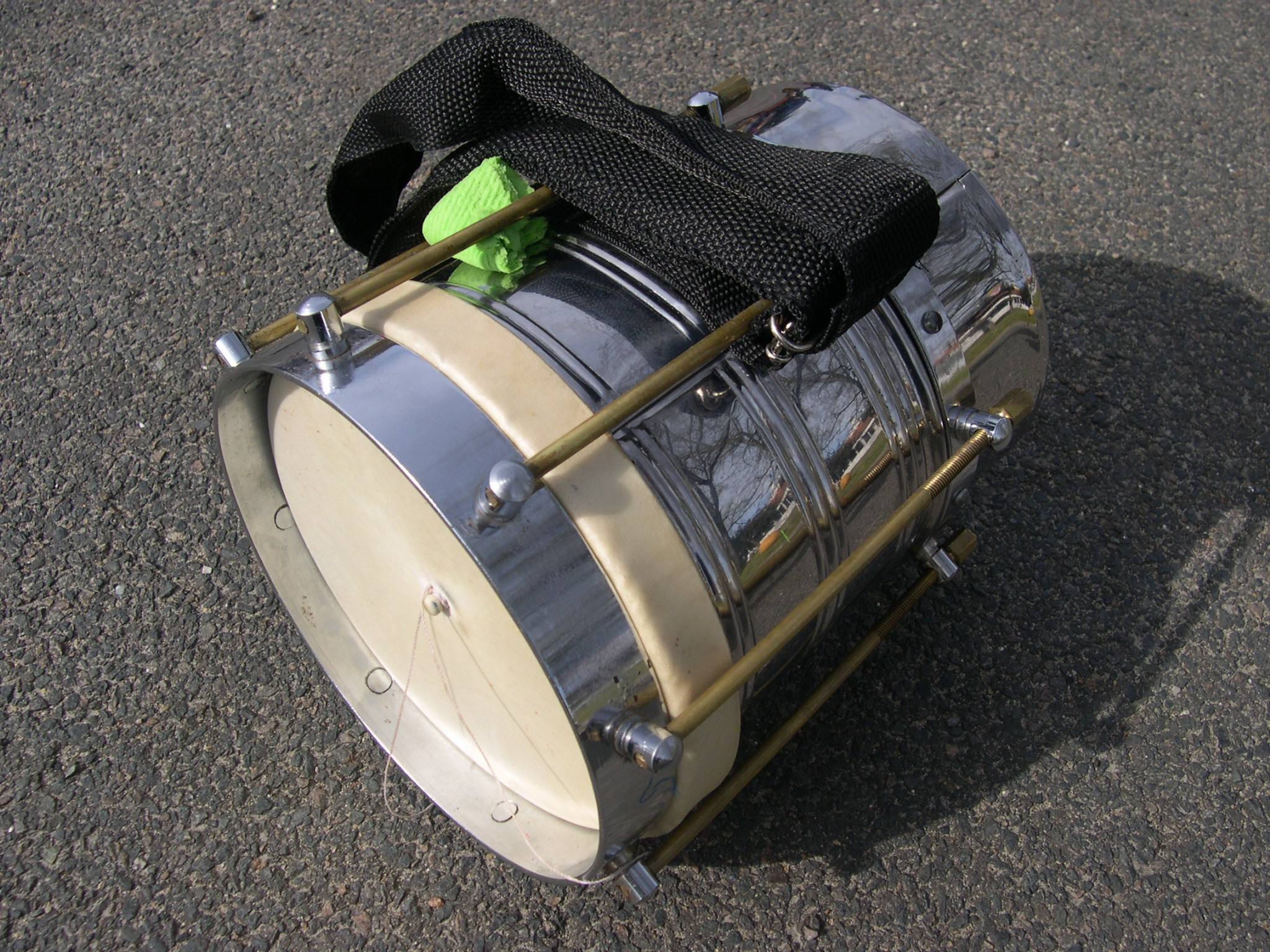
Cuíca avec sa sangle et son éponge.
- Cajón : exemple acoustique.

## Tenues

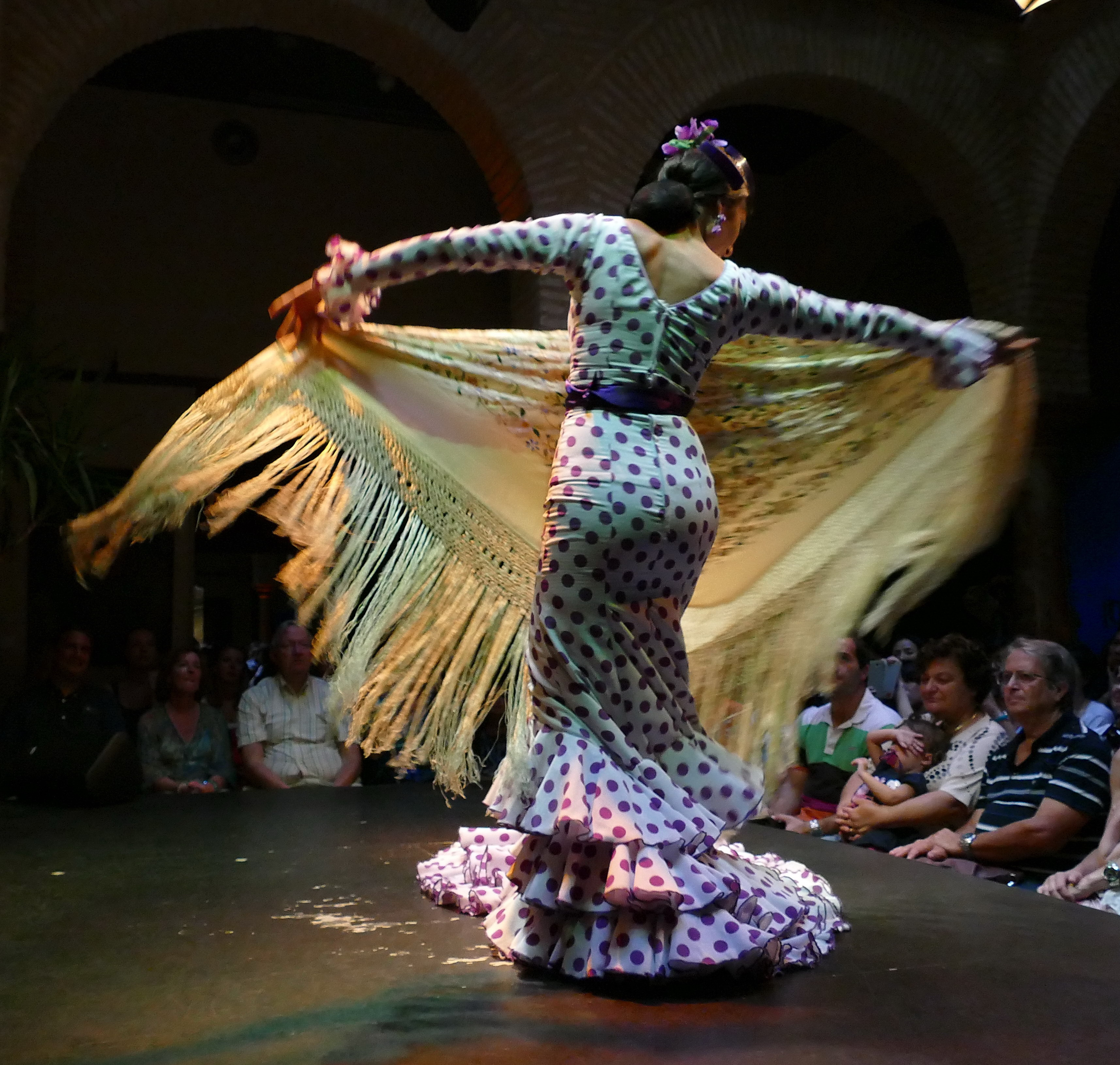
Danseuse au musée de la danse flamenca de Séville, portant une robe à gros pois parée de volants et dansant avec un grand châle à franges.

La tenue traditionnelle de la bailaora, ou costume de danseuse de flamenco, se compose de chaussures à talons hauts (pour le taconeo) et d'une robe colorée (généralement rouge, blanche ou noire, et souvent à gros pois), longue jusqu'à la cheville et parée de volants (sur la jupe, ainsi que parfois sur les manches). Les épaules sont souvent recouvertes d'un grand châle de soie à franges. Les cheveux sont traditionnellement attachés en chignon. Mais aujourd’hui[Quand ?], de nombreuses danseuses gardent les cheveux lâchés (pelo suelto), et utilisent les mouvements de leur chevelure flottante comme un élément de leur chorégraphie (voir les films de Carlos Saura, notamment la cantaora et bailaora Estrella Morente).
La tenue traditionnelle du bailaor, ou danseur de flamenco, est le costume court andalou, également appelé costume campero (rustique, de la campagne). Il se compose de chaussures cirées à talon, souvent ferrées (pour le taconeo), d'un pantalon noir à taille montante, d'une large ceinture en tissu rouge, d'une chemise (souvent blanche), d'un boléro (veste courte ou gilet) noir et d'un chapeau cordouan.

## Patrimoine culturel
Le flamenco a été inscrit par l'UNESCO au patrimoine culturel immatériel de l'humanité le 16 novembre 2010, à l'initiative des Communautés autonomes d'Andalousie, d'Estremadure et de Murcie. De plus, il est patrimoine culturel immatériel ethnologique andalou et il est inscrit à l'Inventaire général de biens meubles de la région de Murcie établi par la Direction générale des Beaux-Arts et Biens culturels,,.
En France, le ministère de la Culture intègre cette pratique à l'inventaire du patrimoine culturel immatériel français en 2012. Dans la région Sud-ouest du pays où de nombreuses familles d'origine andalouse et espagnole se sont installées, le flamenco est une pratique culturelle courante transmise de génération en génération et appréciée par le grand public lors de festivals régionaux tels que le Festival Arte Flamenco à Mont-de-Marsan et le Festival Flamenco de Toulouse.

## Artistes notables
Les noms retenus ici sont seulement ceux des artistes généralement considérés comme les plus célèbres ou les plus importants dans l’histoire ou sur la scène mondiale actuelle, soit pour la diffusion soit pour l’évolution du flamenco. Cette liste ne saurait être exhaustive, et doit être mise à jour sur le long terme. Son utilité principale est de servir de tremplin de navigation en regroupant les liens internes ; l'un des critères de sélection est donc la présence d'un lien interne, de ce fait cette liste est par définition évolutive. L'article consacré à la liste d'artistes de flamenco propose une liste beaucoup plus complète mais moins détaillée. Les noms sont ici classés par ordre alphabétique du premier mot composant chaque nom (c'est-à-dire le plus souvent le prénom, nombre en espagnol, ou parfois le surnom, apodo, ou nom de scène), la lettre en gras justifiant l'indexation. Ils sont regroupés selon sept rubriques (chant, guitare, basse, danse, percussions, cinéma, écrits documentaires). Les trois rubriques principales (chant, guitare, danse) sont elles-mêmes subdivisées en deux catégories : les « artistes historiques » (décédés avant l'an 2000), et les « artistes contemporains » (toujours vivants, ou décédés après l'an 2000). On a aussi indiqué à chaque fois, lorsque c'est possible, leurs dates et lieux de naissance, de décès et leur filiation, la localisation géographique étant souvent un élément caractéristique du style en flamenco. Enfin, pour les plus connus d'entre eux, on a ajouté quelques éléments résumant leurs collaborations ou leur apport à l'histoire de leur art.

### Cante(chant)

#### Artistes historiques (avant 2000)
- Aniya la Gitana (ou Anilla la de Ronda, Ana Amaya Molina, Ronda, 1855 – Barcelone, 1933) chanteuse, danseuse et guitariste historique.
- Antonio Chacón (voir Don Antonio).
- Antonio Mairena (Antonio Cruz García, Mairena del Alcor, Séville, 1909 – Séville, 1983), cantaor parmi les plus respectés du XXe siècle, il était aussi un musicologue du flamenco (ou flamencologue) réputé.
- Camarón de la Isla (José Monje Cruz, San Fernando, province de Cadix, 1950 – Badalone, province de Barcelone, 1992), cantaor considéré comme une des principales figures du flamenco moderne, des plus influentes et des plus populaires, notamment en raison de son talent expressif et de son amitié, de sa longue collaboration avec Paco de Lucía (9 albums co-réalisés de 1969 à 1977, puis 5 albums où Paco apparaît de 1981 à 2006, dont un posthume) ; en compagnie de Paco, il a fortement contribué à faire évoluer le flamenco ; son surnom Camarón signifie « crevette » (en raison de sa sveltesse, sa taille et ses cheveux roux) ; il est un des rares cantaores à avoir obtenu en 2000, à titre posthume, la clef d'or du chant, prestigieuse distinction de l'univers flamenco.
- Carmen Amaya (Carmen Amaya Amaya, Barcelone, 1918 – Bagur, Gérone, 1963) chanteuse, danseuse et actrice (voir aussi le chapitre Baile : artistes historiques).
- Don Antonio Chacón, (Antonio Chacón García, Jerez de la Frontera, 1869 – Madrid, 1929) un des cantaores les plus célèbres de l'époque des cafés cantantes (cafés chantants), souvent accompagné à la guitare par Javier Molina ; premier grand cantaor du XXe siècle, il fut aussi l'un des premiers cantaores à enregistrer des disques (cylindres de cire) dans les années 1900, accompagné par le guitariste Miguel Borrull ; sa renommée lui a valu le surnom affectueux et respectueux de Don Antonio.
- El Mellizo ou Enrique el Mellizo (Francisco Antonio Enrique Jiménez Fernández, Cadix 1848-Séville 1906) aujourd'hui considéré comme l'un des principaux cantaores de ce qu'on a appelé la Edad de Oro (« l'âge d'or ») du flamenco (de la fin du XIXe siècle à la première moitié du XXe siècle) ; il fut aussi bailaor (danseur).
- El Planeta ou Planeta tout court (Antonio Fernández? ou bien Antonio Monge Rivero?, Cadix, 1789 ? – Malaga 1856?). Chanteur, auteur et guitariste historique précurseur, l'un des plus anciens jamais répertorié avec Tío Luis el de la Juliana. Il serait aussi l’arrière grand-père de Manolo Caracol.
- Fillo ou El Fillo (Francisco Ortega Vargas, Puerto Real, Cadix, vers 1810 ? – Triana, Séville, 1878) époux de La Andonda, oncle de Tomás el Nitri, découvreur de Silverio.
- La Niña de los Peines (Pastora Pavón Cruz, quartier de la Promenade d'Hercule à Séville 1890-1969) une des grandes cantaoras du XXe siècle, l'une des plus admirée par García Lorca, qui l'a évoquée à plusieurs reprises[57] dans ses écrits autour du Cante Jondo, amie du compositeur Manuel de Falla et des peintres Ignacio Zuloaga et Julio Romero de Torres ; ses enregistrements ont été restaurés comme un legs inestimable et sa voix a été déclarée « bien d'intérêt culturel » par le gouvernement autonome d'Andalousie en 1996.
- La Serneta (Merced Fernández Vargas, quartier de San Pedro, Jerez de la Frontera, 1837 – Utrera 1910), chanteuse historique, célèbre pour ses soleares.
- Lola Flores ou La Faraona (María Dolores Flores Ruiz, Jerez de la Frontera Cadix, 1923 – La Moraleja, Alcobendas [Madrid] 1995), chanteuse, danseuse et actrice, compagne un temps du chanteur Manolo Caracol, puis épouse du guitariste El Pescaílla.
- Manolo Caracol (Manuel Ortega Juárez, Séville, 1909 – Madrid, 1973) cantaor célèbre et primé entre les deux guerres et aussi acteur, ses enregistrements des années 50 avec son guitariste attitré Melchor de Marchena sont considérés comme des références historiques ; chaînon décisif d'une longue lignée d'artistes de flamenco (les Ortega), arrière-petit-fils d'El Planeta, petit-fils d'El Águila, son arbre généalogique comprend aussi Fillo, Tomás el Nitri ; compagnon un temps de la chanteuse et actrice Lola Flores (avec qui il a tourné) ; il avait hérité son surnom, Caracol (escargot, mais aussi accroche-cœur) de son père, et l'a donné à l'un de ses fils, eux aussi cantaores.
- Manuel Torre (Manuel Soto Loreto, quartier de San Miguel, Jerez de la Frontera (Cadix), 1878 – Séville 1933) cantaor et auteur de cantes, surnommé Torre (la tour) en raison de sa grande taille et de ses prestations impressionnantes ; disciple d'El Mellizo, il est considéré comme l'un des plus influents cantaors gitans du début du XXe siècle et du cante jerezano (style de chant de Jerez) ; les enregistrements de ses œuvres (quarante-neuf cantes flamenco en 78 tours), de 1909 à 1931, accompagné de grands guitaristes : tour à tour Habichuela el Viejo, El Hijo de Salvador, Miguel Borrull, Javier Molina, sont de précieux témoignages du Cante du début du XXe siècle.
- Niña de Antequera (María Barrus Martínez, Antequera, 1920 – Séville, 1972) tant par sa participation à des spectacles prestigieux à partir des années 1940 (notamment avec La Niña de La Puebla) que par sa remarquable discographie, elle est devenue populaire à travers toute l’Espagne et fut surnommée « la voix d'or de l'Andalousie ».
- La Niña de La Puebla (Dolores Jiménez Alcántara, La Puebla de Cazalla, 1908 – Malaga, 1999) cantaora, guitariste et actrice (aveugle) parmi les plus renommées du XXe siècle, elle a créé et fait tourner en Espagne et en Europe de nombreux spectacles thématiques de flamenco avec de prestigieuses collaborations.
- Niño de Marchena (premier surnom de Pepe Marchena).
- Pastora Pavón Cruz, voir La Niña de los Peines.
- Pepe Marchena ou Niño de Marchena (José Perea Tejada Martín, Marchena, province de Séville 1903-1976), ne pas confondre avec le danseur Pepe Marchena (1941-2007), aussi de Séville et de même surnom.
- Silverio Franconetti (Séville, 1823 ou 1831-1889), « inventeur » des cafés cantantes et des premiers spectacles publics professionnels de Flamenco, remarqué par El Fillo, il a fait connaître Antonio Chacón.
- Terremoto de Jerez (Fernando Fernández Monge, Jerez de la Frontera 1934-1981) ne pas confondre avec son fils Fernando Terremoto (Fernando Fernández Pantoja), lui aussi cantaor célèbre.
- Tío Luis el de la Juliana ou bien Tío Luis de la Geliana ? (Luis Montoya Garcés?, Jerez de la Frontera, vers 1760 – Jerez de la Frontera ?, vers 1830), cantaor historique précurseur presque mythique, considéré comme le premier de tous, mais son existence et son œuvre sont peu attestées.
- Tomás el Nitri (Francisco Lázaro de la Santa Trinidad Ortega López, El Puerto de Santa María, Cadix 1838-Jerez de la Frontrera 1877) chanteur historique, neveu de Fillo, il est le premier à recevoir la clef d'or du chant.

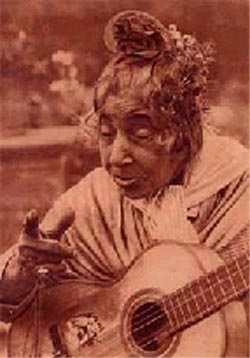
Aniya la Gitana.
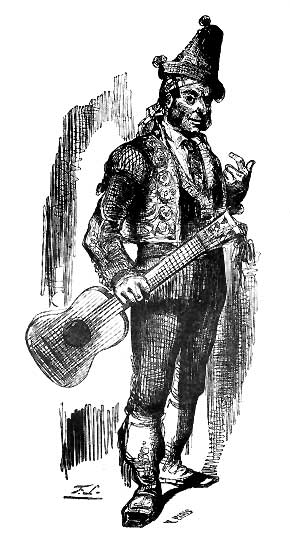
El Planeta.
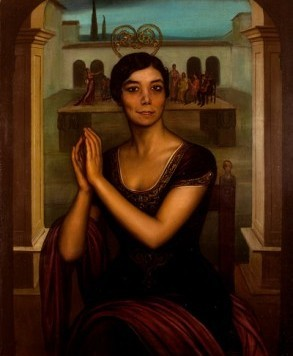
La Niña de los Peines.
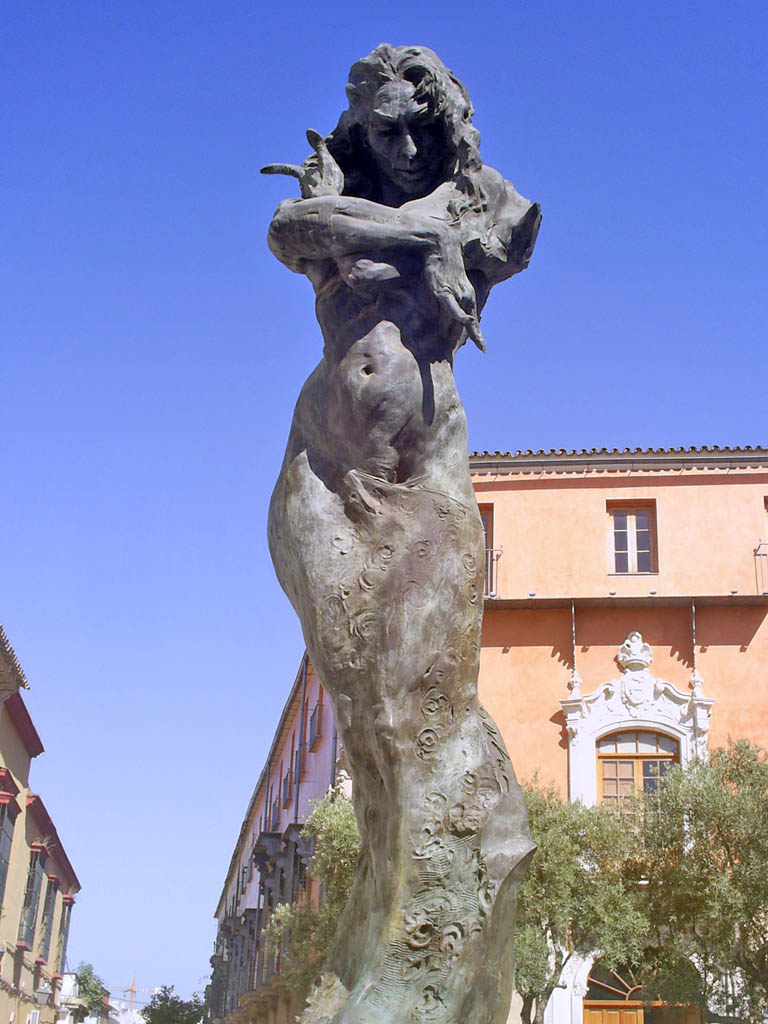
Lola Flores.
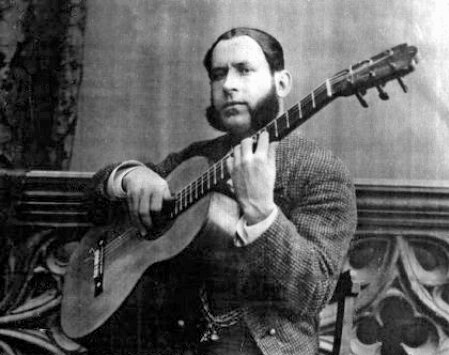
Silverio Franconetti.
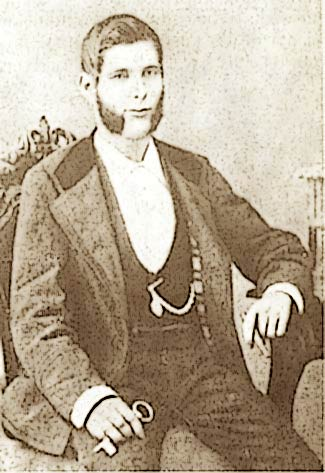
Tomás el Nitri.

#### Artistes contemporains (après 2000)
- Agujetas Hijo, voir Manuel Agujetas.
- Antonio Carmona (Antonio Carmona Amaya, Grenade 1965), chanteur de Nouveau flamenco, fils de Juan (et neveu de Pepe) Habichuela, membre du groupe Ketama avec son frère Juan José Carmona Amaya, et son cousin Josemi Carmona.
- Bernarda de Utrera (Bernarda Jiménez Peña, Utrera, Province de Séville, 1927-2009) avec sa sœur aînée Fernanda de Utrera, elles ont marqué de leurs voix et style unique la seconde moitié du XXe siècle par leur carrière, ainsi qu'en témoignent leur abondante discographie, leurs multiples collaborations, les films dans lesquels elles apparaissent.
- Concha Buika (María Concepción Balboa Buika, Palma de Majorque, 1972) cantaora espagnole originaire de Guinée-Equatoriale ; très éclectique, elle appartient au courant du Nouveau flamenco et pratique un flamenco-fusion qu'elle mêle volontiers avec soul, jazz, funk, copla ou musique africaine en une synthèse originale au timbre original, voilé, expressif, rythmique, doux ou puissant.
- Duquende (Juan Rafael Cortés Santiago, Sabadell, 1965), a été accompagné par les plus grands guitaristes, pratique aussi le flamenco-fusion, notamment avec les musiques orientales: arabes, indienne (par exemple : Qawwalî Flamenco en 2006, collectif).
- Diego el Cigala (Diego Ramón Jiménez Salazar, Madrid, 1968) pratique aussi le flamenco-fusion, notamment avec les musiques latines (salsa, tango, milonga, jazz latino, son cubain, musique des Andes argentines, etc.).
- El Agujetas de Jerez, voir Manuel Agujetas.
- El Lebrijano (Juan Peña Fernández, Lebrija, Séville, 1941-2016), fils de María La Perrata, elle aussi cantaora.
- Enrique Morente Cotelo (quartier d'Albaicín, Grenade 1942-Madrid 2010) compositeur et chanteur de flamenco moderne des plus influents, enraciné dans la tradition (album Hommage à Antonio Chacón en 1977) et innovateur infatigable, il a mené le flamenco à la confluence de nombreux autres styles de musique (du chant grégorien et de la musique classique au jazz et au punk-rock, de la musique arabe à la musique cubaine); disciple de Pepe el de la Matrona, il a su imposer son style particulier, sa façon de pratiquer le mélisme (plusieurs notes pour une seule syllabe ou un son voyelle, style qu'on retrouve chez d'autres cantaores et aujourd'hui parfois bien illustré par sa fille Estrella Morente, style qui accentue la parenté entre le flamenco et la musique arabo-andalouse) ; il a été accompagné par les plus grands guitaristes flamencos de l'époque : Sabicas, Pepe Habichuela, Manolo Sanlúcar, Tomatito, Vicente Amigo, mais aussi par le groupe rock alternatif Lagartija Nick ; il a collaboré avec des artistes internationalement connus comme Leonard Cohen et Khaled, et a mis en musique les plus grands poètes espagnols ; il apparaît, comme sa fille Estrella Morente, dans certains des films de Carlos Saura consacrés au flamenco.
- Estrella Morente Carbonell (Las Gabias, Grenade, 1980) cantaora et bailaora, fille du cantaor Enrique Morente et de la bailaora Aurora Carbonell, épouse du matador Javier Conde, elle est actuellement une des chanteuses de flamenco les plus connues, souvent accompagnée de grands guitaristes (de Sabicas à Paco de Lucía, Vicente Amigo, Josemi et Juan Carmona, Pepe Habichuela et Niño Josele) ; elle a participé à plusieurs films de Carlos Saura, et à la bande-son de films comme Raisons de vivre (1999), Volver de Pedro Almodóvar en 2006, où elle prête sa voix à Penélope Cruz dans la chanson éponyme, le tango de Carlos Gardel.
- Fernanda de Utrera (Fernanda Jiménez Peña, Utrera, Sevilla, 1923-2006) particulièrement fameuse pour son interprétation des soleares, sœur ainée de Bernarda de Utrera.
- Fosforito ou Fosforito del Genil (Antonio Fernández Díaz, Puente Genil, Córdoba, 1932) ; ne pas confondre avec Francisco Lema Fosforito, chanteur historique (sans parenté).
- José Mercé (José Soto Soto, Jerez de la Frontera, 1955).
- Juanito Valderrama (Juan Valderrama Blanca, Torredelcampo, Jaén, 1916 – Espartinas, Séville 2004).
- La Paquera de Jerez (Francisca Méndez Garrido, Jerez de la Frontera 1934-2004) cantaora multiprimée à la voix puissante, qui a marqué la seconde moitié du XXe siècle, tant par sa discographie que par le nombre et le succès des spectacles qu'elle a montés ; elle a chanté aux côtés d'autres cantaores comme : Camarón de la Isla, Fernanda et Bernarda de Utrera, Lola Flores, Farruco, El Chocolate…
- Manuel Agujetas (surnommé aussi parfois « El Agujetas de Jerez » ou encore : « Agujetas Hijo »; de son vrai nom : Manuel de los Santos Pastor, Las Tablas, Jerez de la Frontera, 1939-2015), fils d'Agujetas el Viejo.
- Miguel Poveda (Miguel Ángel Poveda León, 1973 Barcelone) chanteur multi-primé, il a collaboré avec d'innombrables artistes. Partant du flamenco le plus traditionnel, il l'a ouvert, avec ses partenaires, à d'autres musiques comme le fado, la musique orientale (Qawwalî Flamenco en 2006, collectif), le tango (album : Diálogos. De Buenos Aires a Granada en 2013 avec Rodolfo Mederos).
- Montse Cortés (Montserrat Cortés Fernández, Barcelone, 1963), elle a collaboré avec La Paquera de Jerez, Sara Baras, Joaquín Cortés, Miguel Poveda, Javier Limón, Diego El Cigala, Paco de Lucía, etc.
- Pepe de Lucía (José Sánchez Gómez, Algeciras 1945) cantaor et producteur musical, frère de Paco de Lucía et père de la chanteuse de variétés Malú; il a fait partie, avec leur frère aîné Ramón, du fameux sextet flamenco de Paco.
- Rocío Jurado (María del Rocío Trinidad Mohedano Jurado, Chipiona, Cadix, 1946 – La Moraleja, Alcobendas, Madrid, 2006) cantaora et actrice, nommée en Espagne la más grande (« la plus grande »), elle apparaît dans de nombreux films, et chante pour les films de Carlos Saura autour du flamenco.

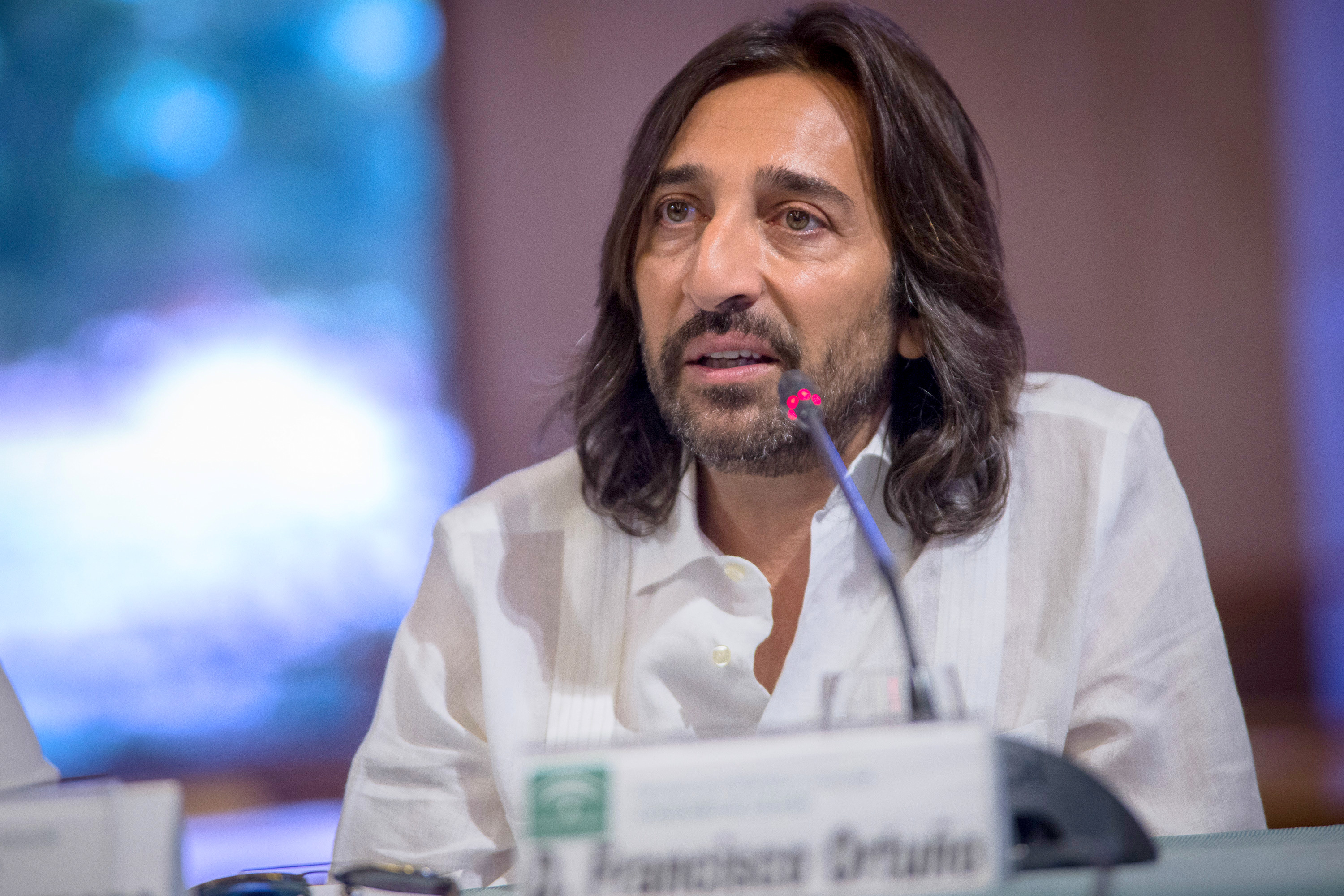
Antonio Carmona.
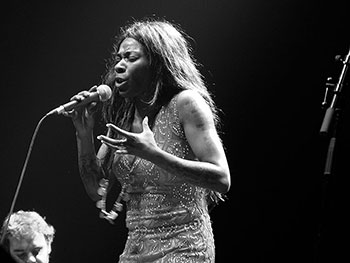
Concha Buika.
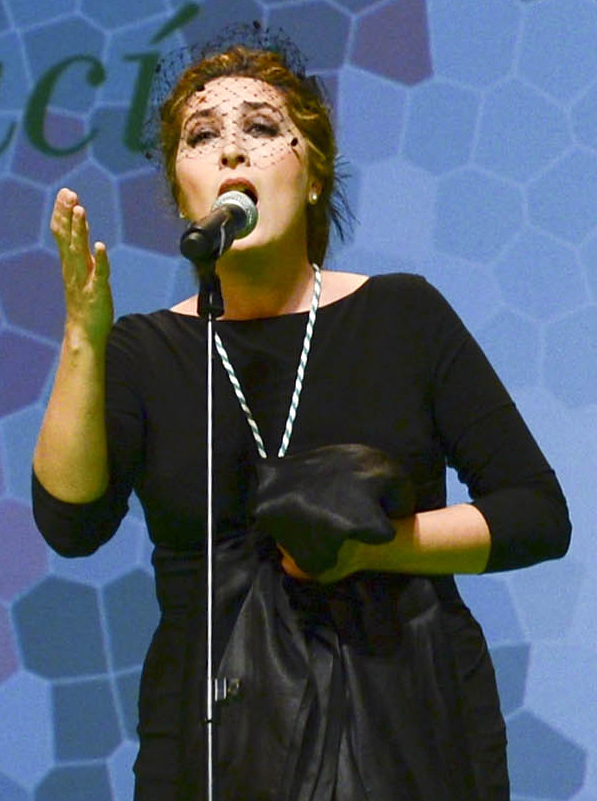
Estrella Morente.
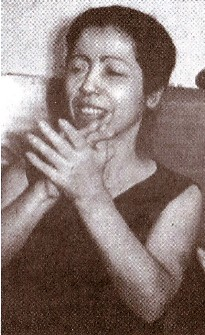
Fernanda de Utrera.
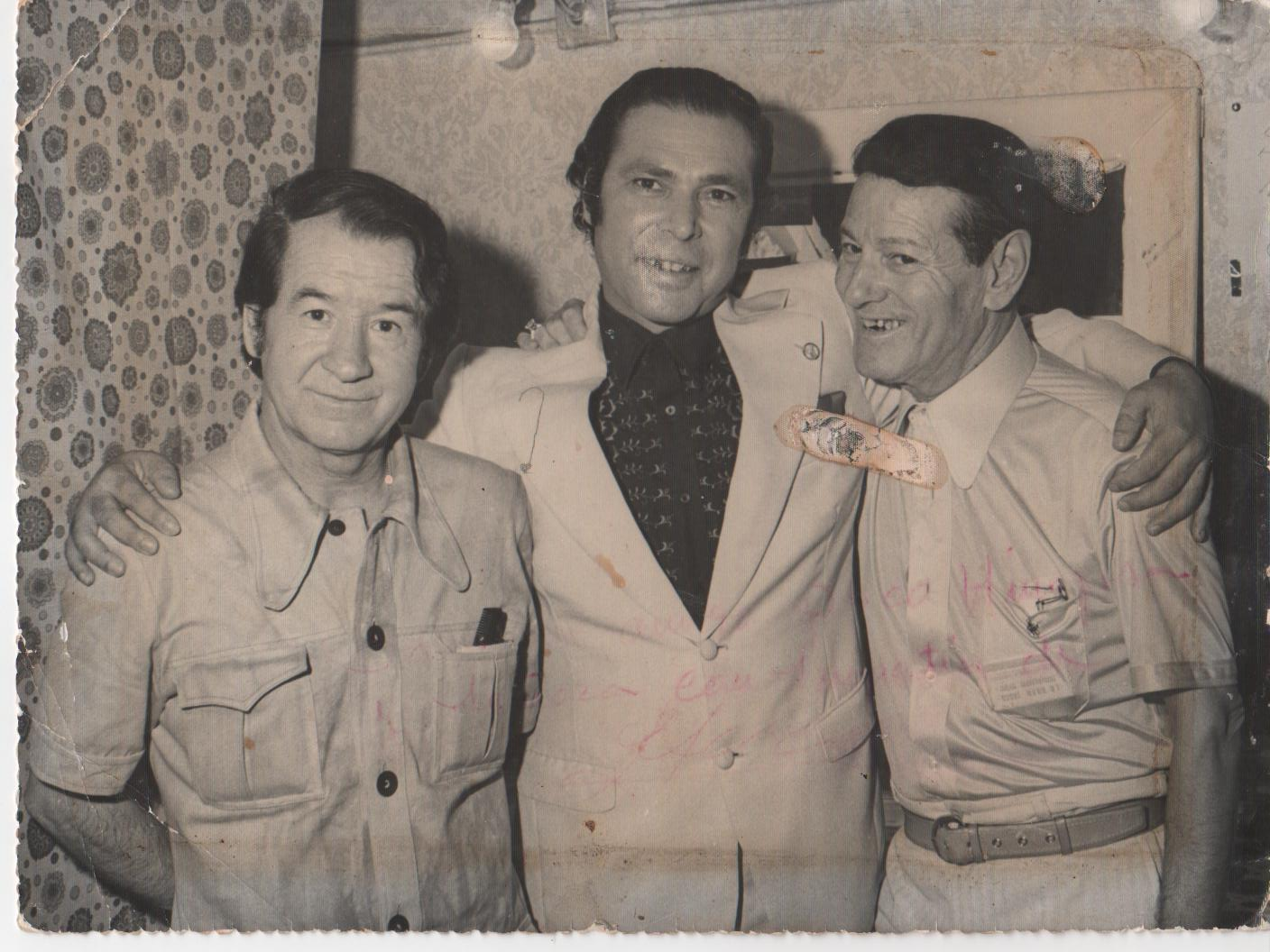
Juan el de la Vara avec Juanito Valderrama et Pepe Marchena.

### Toque(jeu ou musique)

#### Artistes historiques (avant 2000)
- Aniya la Gitana (ou Anilla la de Ronda, Ana Amaya Molina, Ronda, 1855 – Barcelone, 1933) guitariste, ce qui est relativement rare pour une femme, surtout à l'époque, mais aussi chanteuse et danseuse.
- Carlos Montoya (Carlos García Montoya, Madrid, 1903 – Wainscott [USA], 1993) neveu de Ramón Montoya, l'un et l'autre étant parfois considérés, avec Sabicas, comme les fondateurs de la guitare flamenca moderne, notamment comme instrument soliste voire seul, s'émancipant peu à peu du rôle d'accompagnateur des cantaores, empruntant certains traits virtuoses à la guitare classique espagnole, dans la poursuite d'un chemin peut-être initié par Paco El Barbero, Miguel Borrull, et bien sûr son oncle Ramón Montoya.
- El Pescaílla (ou El Pescadilla, Antonio González Batista, Barcelone, 1925 – Madrid, 1999). Guitariste et chanteur de flamenco et de rumba. Il est considéré comme le créateur de la rumba catalane, genre musical développé par la communauté gitane de Barcelone. Époux de la danseuse Dolores Amaya Moreno, puis de la chanteuse Lola Flores.
- Habichuela el Viejo (Juan Gandulla Habichuela, 186?-1956) grand-père de Juan et Pepe Habichuela, il a notamment accompagné le cantaor Manuel Torre.
- Javier Molina[58] (Javier Molina Cundí, Jerez de la Frontera 1868-1956) l'un des créateurs de l'école du toque (jeu de guitare) de Xérès (Jerez), dans la lignée probable de José Patiño et de Paco el Barbero, et professeur de Rafael del Águila. Il a été surnommé El brujo de la guitarra (le sorcier de la guitare), et fut le premier accompagnateur de Don Antonio Chacón ; il accompagna aussi Manuel Torre dans ses derniers enregistrements.
- Melchor de Marchena (Melchor Jiménez Torres, Marchena, Séville, 1907 – Madrid, 1980), comme soliste il est représentatif avec Diego del Gastor de ce qu'on a appelé le Toque Gitano (style gitan à la guitare); il a aussi accompagné entre autres cantaores connus : Manolo Caracol, Juanito Valderrama, La Niña de los Peines, Antonio Mairena, Diego El Clavel…
- Miguel Borrull (Miguel Borrull Castelló, Castellón de la Plana, 1866 – Barcelone, 1926), élève du grand compositeur espagnol, père de la guitare classique moderne : Francisco Tárrega, il fut le premier à introduire dans le jeu du flamenco des éléments (mélodiques entre autres) empruntés à la guitare classique, et à ce titre eut une grande influence sur tous ceux qui l'ont suivi, à commencer par ses disciples : Ramón Montoya ou José Sirera Prats ; sa carrière s'est développée entre les époques appelées Edad de oro del Flamenco (Âge d'or du flamenco) et Ópera flamenca ; il ouvrit aussi à Barcelone en 1916 le café cantante Villa Rosa ; enfin, il a participé dans les années 1900 aux premiers enregistrements (sur cylindres de cire) d'Antonio Chacón.
- Niño Ricardo (Manuel Serrapí Sánchez, Sevilla 1904-1972) initiateur d'un nouveau style à la guitare flamenca qu'on a appelé le « ricardisme », il a été le maestro avoué de nombreux guitaristes de la génération suivante, dont Paco de Lucía, Enrique de Melchor, Serranito…
- Paco El Barbero[59] (Francisco Sánchez Cantero, dit El Barbero, [le barbier], son premier métier, Cadix, 1840 – Séville, 1910) élève du maestro de Cadix : José Patiño ; Fernando El de Triana le distingue comme le premier soliste de l'histoire de la guitare flamenca. Probable professeur de Javier Molina.
- Paco (el) de Lucena[60] (Francisco Díaz Fernández, Lucena 1859-1898) guitariste historique de flamenco, considéré comme le plus important du XIXe siècle ; il a collaboré avec le cantaor et tocaor Juan Breva, et fut l'époux de la cantaora Trinidad La Parrala.
- Rafael del Águila[61],[62] (Rafael del Águila y Aranda, Jerez de la Frontera, 1900-1976,) disciple direct de Javier Molina et professeur reconnu de l’école de Jerez pour de nombreux guitaristes dont Gerardo Núñez et Parrilla de Jerez (es).
- Ramón Montoya Salazar (Madrid, 1879-1949), oncle de Carlos Montoya et guitariste de référence pour tous ceux qui l'ont suivi; il est le premier « concertiste classique », seul en scène, de la guitare flamenca.
- Sabicas (Agustín Castellón Campos, 1912-1990), un des guitaristes parmi les plus reconnus de la seconde moitié du XXe siècle, souvent considéré, avec Ramón et Carlos Montoya, comme l'un des fondateurs de la guitare flamenca moderne, notamment comme instrument soliste.

#### Artistes contemporains (après 2000)
- Anoushka Shankar (Londres, 1981) auteure-compositrice-interprète et sitariste indienne, fille et disciple de Ravi Shankar, elle a publié entre autres un disque très remarqué de fusion flamenco/musique indienne : Traveller, produit par Javier Limón et auquel ont collaboré des artistes flamenco comme Pepe Habichuela, Buika, Sandra Carrasco, etc.
- Diego del Morao (Diego Moreno Jiménez, Jerez de la Frontera, Cadix, Andalousie, 1978) héritier de l'école et du style de sa famille des Morao de Jerez, fils de Moraíto Chico, lui-même guitariste très reconnu.
- Gerardo Núñez (Gerardo Núñez Díaz, Jerez de la Frontera, Cadix, 1961) guitariste et compositeur de flamenco et de jazz flamenco. Il a été l'élève de Rafael del Águila, dans la grande lignée du toque de Jerez (jeu de guitare de Xérès): José Patiño, Paco el Barbero, Javier Molina. Il est considéré comme l'un des guitaristes contemporains de flamenco parmi les plus saillants.
- Gipsy Kings : célèbre groupe français de rumba flamenca, fondé dans les années 70 par deux familles gitanes (Abott) de Montpellier et d'Arles, les Baliardo et les Reyes, cousins de Manitas de Plata, et dont fit partie un temps le guitariste français Chico Bouchikhi (Arles, 1954) avant de fonder son propre groupe, Chico and the Gypsies.
- Josemi Carmona Machuka (José Miguel Carmona, Madrid, 1971) fils du guitariste Pepe Habichuela et de la danseuse Amparo Bengala, il a fondé avec ses cousins (les fils de Juan Habichuela) le groupe de flamenco-fusion : Ketama.
- Juan Carmona (Lyon, 1963), guitariste plusieurs fois primé et compositeur français (famille gitane) de flamenco, de Nouveau flamenco et de flamenco-fusion (avec la musique arabe et arabo-andalouse, avec l'opéra…); ne pas le confondre avec le suivant ni avec Juan José Carmona Amaya El Camborio, fils de Juan Habichuela.
- Juan Habichuela (Juan Carmona Carmona, Granada, 1933 – Madrid, 2016). [Ne pas confondre avec le précédent du fait de la proximité des patronymes]. Frère du guitariste Pepe Habichuela et père des cantaores : Juan José Carmona Amaya El Camborio (né en 1960) et Antonio Carmona Amaya (né en 1965) du groupe de flamenco-fusion : Ketama.
- Juan Manuel Cañizares (Sabadell, Barcelone, 1966) guitariste primé tant dans le domaine du flamenco que dans le domaine classique, il a notamment accompagné Paco de Lucía dans ses disques de musique classique (sur Albéniz).
- Manitas de Plata (littéralement « petites mains d'argent », correspondant à l'expression en français « doigts de fée »), (Ricardo Baliardo, Sète, 1921 – Montpellier, 2014). Guitariste gitan français.
- Manolo Sanlúcar (Manuel Muñoz Alcón, né à Sanlúcar de Barrameda dans la province de Cadix en 1943), fils d'Isidro Muñoz Sanlúcar, frère d'Isidro Muñoz Alcón et de José Miguel Évora, tous guitaristes. Il est un des guitaristes contemporains de flamenco parmi les plus reconnus, et compositeur éminent. On peut l'écouter et le voir dans au moins deux films de Carlos Saura : Flamenco en 1995, et sa suite Flamenco, Flamenco quinze ans après, ce qui permet d'illustrer l'évolution de son jeu.
- Manuel Moreno Jiménez, ou Manuel Morao (quartier de Santiago, Jerez de la Frontera 1929) fils d'El Morao (Manuel Moreno de Soto y Monje), frère de Juan Morao et oncle de Moraíto Chico, il est l'un des représentants les plus marquants du toque jerezano (jeu de guitare de Xérès), puisqu'il a été l'élève de Javier Molina (voir ci-dessus), lui ajoutant une touche personnelle, typique du style de la saga des Morao, et qu'il appelle les « chocs rythmiques ».
- Moraíto Chico (Manuel Moreno Junquera, quartier de Santiago, Jerez de la Frontera, 1956-2011), fils de Juan Morao (lui aussi surnommé Moraíto Chico), neveu de Manuel Morao et père de Diego del Morao, tous guitaristes éminents. Représentant peut-être le plus saillant de la « dynastie » et du style des Morao de Jerez (voir ci-dessus Manuel Morao), il a été primé « pour la maîtrise » à la biennale de flamenco de Séville 2010. Soliste hors pair, il a aussi été un accompagnateur recherché par de grands cantaores : Manolo Caracol, José Mercé, La Paquera de Jerez, Camarón de la Isla, Diego Carrasco, Agujetas Hijo, Fernando Terremoto, Rancapino, Miguel Poveda, Luis el Zambo, el Torta, La Macanita, Carmen Linares, etc.
- Paco de Lucía (Francisco Sánchez Gómez, Algésiras [province de Cadix], 1947 – Playa del Carmen [Mexique], 2014), frère cadet du guitariste Ramón de Algeciras et du cantaor Pepe de Lucía, il est souvent considéré comme le plus grand guitariste et compositeur de flamenco de l’époque contemporaine, et il est certainement le plus connu dans le monde. Solidement enraciné dans la tradition flamenca la plus pure, il a aussi ouvert le flamenco à tous les vents de la fusion avec les musiques du monde : jazz, jazz-rock, pop, musiques d’Amérique Latine, musique indienne (etc.) ; mais aussi avec la musique classique espagnole elle-même marquée par le flamenco, en un extraordinaire « va-et-vient » de fusion (Manuel de Falla, Joaquín Rodrigo, Isaac Albéniz). Il a connu des duos et des collaborations marquantes avec de nombreux artistes mondialement connus, tant au sein du flamenco qu'au dehors de lui et dans tous les arts : ses frères, bien sûr, mais aussi Camarón de la Isla, John McLaughlin, Larry Coryell, Al Di Meola, Carlos Santana, Antonio Gades, Carlos Saura, etc. Il a introduit dans le flamenco des instruments non traditionnels dans cet univers comme la flûte traversière, le saxophone, la basse électrique ou le cajón, percussion andine rapportée d’une tournée au Pérou et aujourd’hui incontournable dans le flamenco. Avec les tournées de son fameux sextet, il a inventé le concept actuel, emprunté au jazz, de « groupe de flamenco ». Enfin il a élargi l’audience du flamenco à l’horizon-monde, et montré la voie au Nouveau flamenco. C'est donc peut-être lui qui a le plus ouvert le flamenco tant qualitativement que quantitativement. Entre autres distinctions, il a reçu en 2004 la prestigieuse distinction du Prix Princesse des Asturies qui est accordée aux artistes de toutes disciplines et de toutes nationalités dont l’expression et l’œuvre représentent un apport décisif au patrimoine culturel de l’humanité ; il est le seul artiste de flamenco à l’avoir jamais reçue.
- Paco Peña (Francisco Peña Pérez, Córdoba 1942) considéré comme l'un des guitaristes de flamenco parmi les plus remarquables de l’époque contemporaine.
- Pedro Soler (Narbonne, 1938) guitariste de flamenco français; nombreuses collaborations avec des artistes flamencos, de world music et de jazz[63].
- Pepe Habichuela (José Antonio Carmona Carmona, Grenade, 1944) guitariste parmi les plus saillants de l’époque contemporaine, compositeur, il est un représentant éminent de la « dynastie » des Habichuela : petit-fils de Habichuela el Viejo, fils de José Carmona (Tío José Habichuela), frère de Juan Habichuela, tous guitaristes, et père du guitariste José Miguel Carmona Niño (ou Josemi Carmona Machuka) du groupe de flamenco-fusion Ketama. Il a souvent travaillé avec le cantaor Enrique Morente. Il est l’auteur entre autres d’un rapprochement entre le flamenco et les musiques traditionnelles de l’Inde (voir son disque : Yerbagüena /Pepe Habichuela & The Bollywood Strings en 2001, et sa participation à Traveller, album d’Anoushka Shankar, en 2011), mais aussi avec le jazz (voir son disque : Hands avec Dave Holland en 2010), et avec la musique baroque (collaboration avec L'Arpeggiata de la luthiste et théorbiste autrichienne Christina Pluhar).
- Rafael Riqueni (Rafael Riqueni del Canto (Sevilla, 1962), guitariste et compositeur reconnu comme soliste, multiprimé, il a aussi accompagné entre autres le cantaor Enrique Morente.
- Ramón de Algeciras (Ramón Sánchez Gómez, Algeciras, 1938 – Madrid, 2009) frère aîné du cantaor Pepe de Lucía et de Paco de Lucía, guitariste et compositeur comme lui (ils ont enregistré plusieurs fois ensemble).
- Tomatito (José Fernández Torres, Almería. 1958) guitariste et compositeur, son surnom signifie « Petite Tomate » parce qu'il est le fils du guitariste José Fernández Castro El Tomate (La Tomate). Soliste très reconnu, il a beaucoup joué avec Paco de Lucía dont il est considéré comme un héritier majeur. Il a aussi accompagné de nombreux cantaores célèbres, dont Camarón de la Isla pendant dix-huit ans, ainsi que de nombreux autres chanteurs et musiciens. On le voit entre autres dans le film Vengo de Tony Gatlif en 2000[64].
- Vicente Amigo (Vicente Amigo Girol, Guadalcanal [Séville], 1967), guitariste et compositeur original au style fluide et aérien, il est considéré comme un des plus grands virtuoses de la guitare flamenca contemporaine, d'ailleurs multi-primé. Il a été le disciple des guitaristes El Tomate et El Merengue et de Manolo Sanlúcar pendant plus de cinq ans. Soliste hors pair, il a aussi accompagné ou joué entre autres avec El Pele, José Mercé, Camarón de la Isla, Rosario, Carmen Linares, Khaled, Niña Pastori, Paco de Lucía, Alejandro Sanz, Enrique et Estrella Morente, Diego el Cigala, etc.

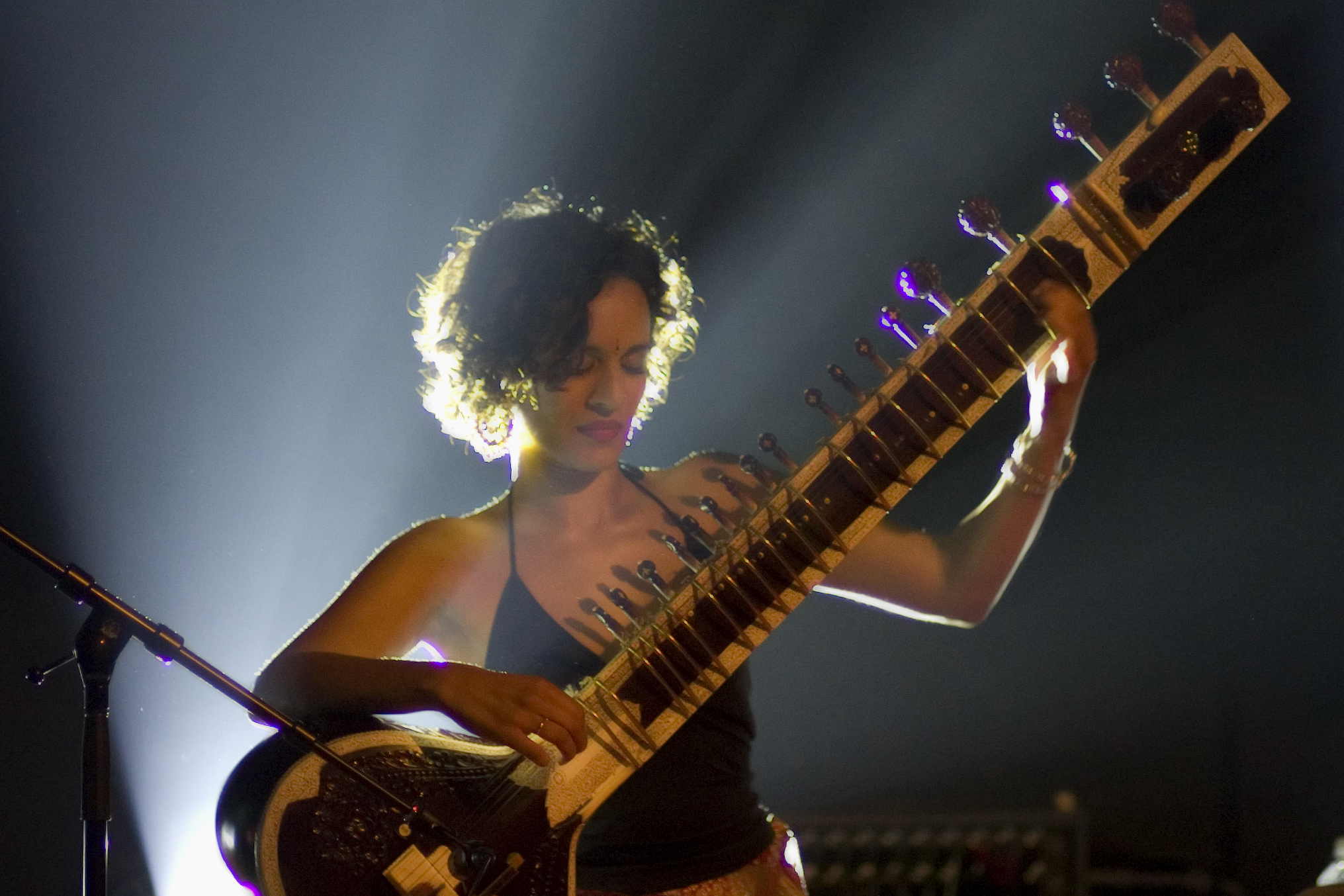
Anoushka Shankar.
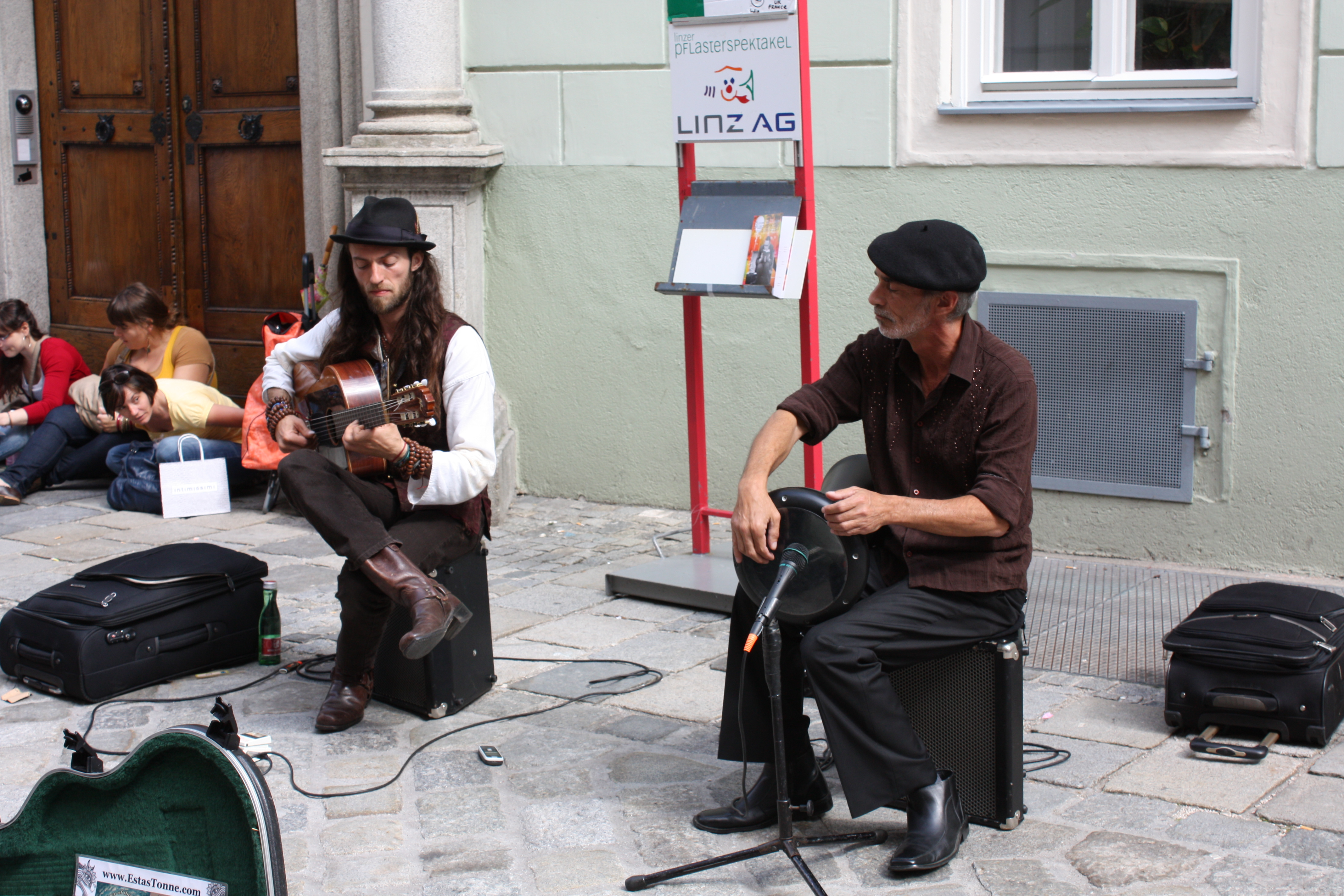
Estas Tonne.
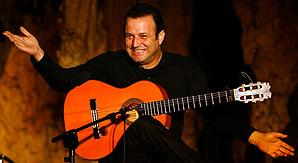
Gerardo Núñez.
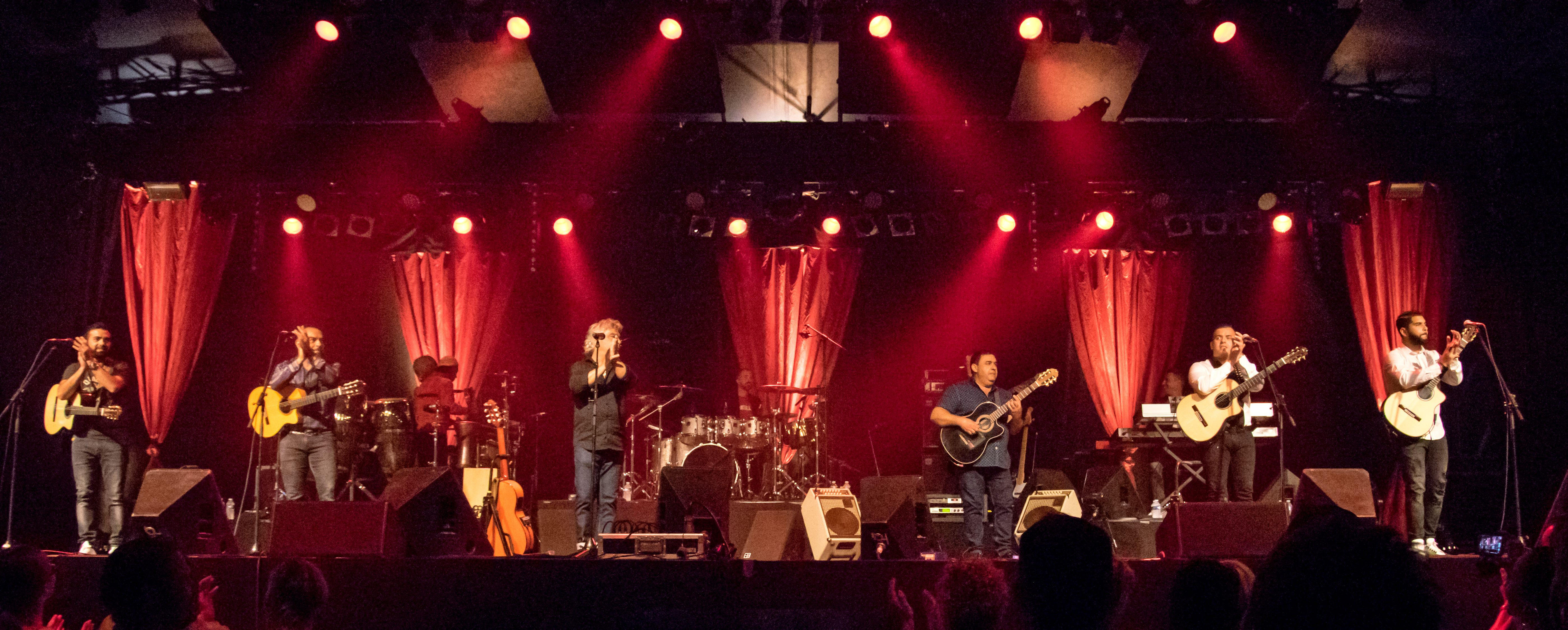
Gipsy Kings.
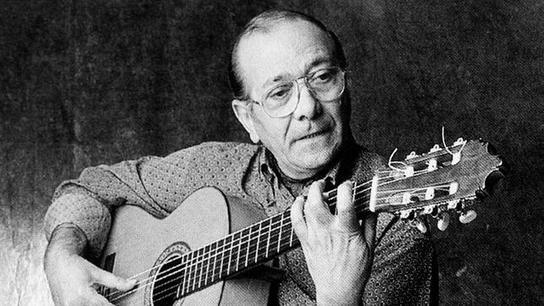
Juan Habichuela.

### Basse
- Carles Benavent (Barcelone 1954) bassiste virtuose de flamenco et de jazz, et mandoliniste ; il a fait partie du groupe de Paco de Lucía, et il a aussi joué et enregistré avec Camarón de la Isla, Chick Corea, Miles Davis, Jorge Pardo, etc. ; avec d'autres bassistes (de jazz-rock entre autres comme Jaco pastorius ou Stanley Clarke), il a contribué à faire de la basse électrique un instrument soliste à part entière.

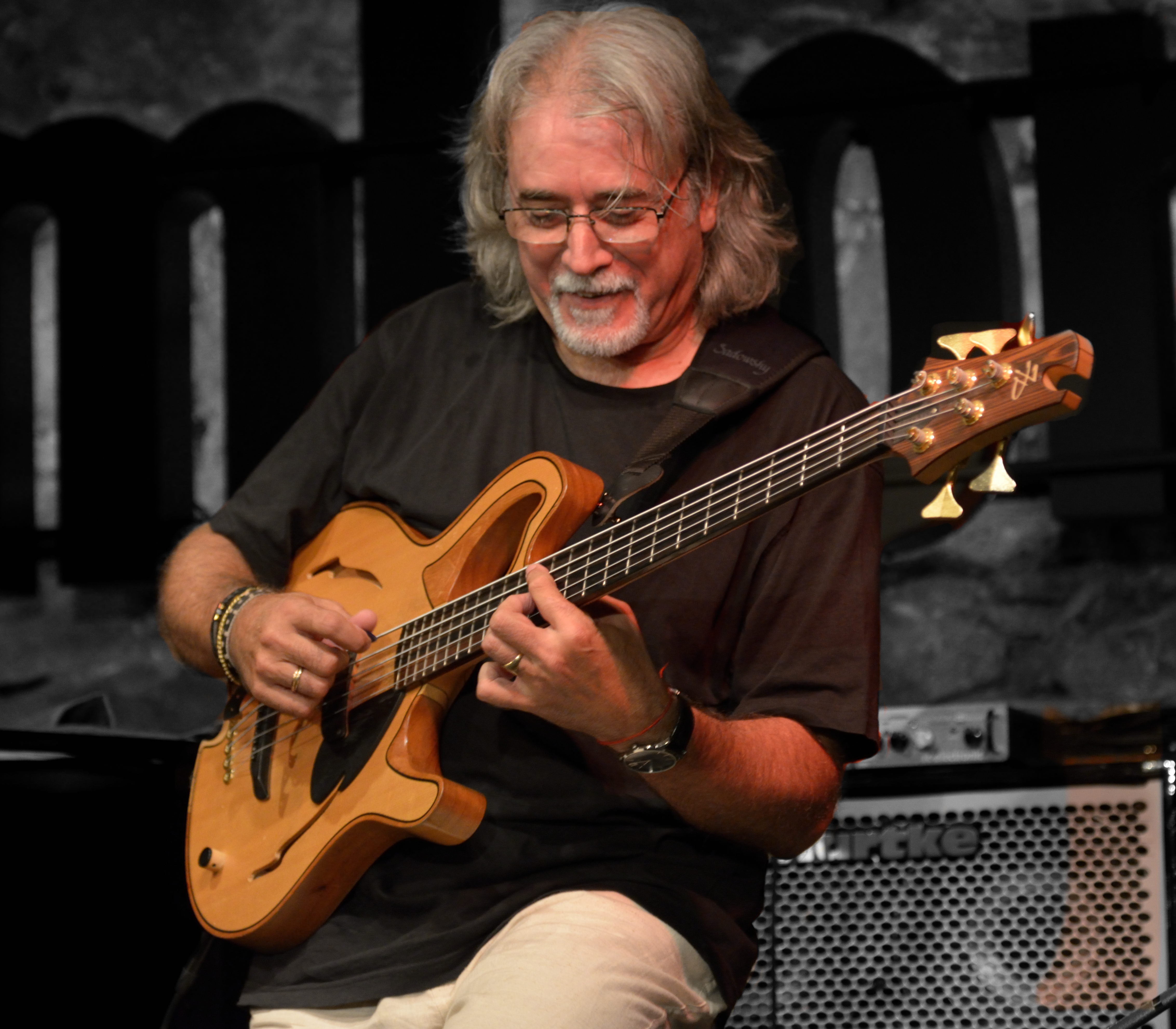
Carles Benavent.
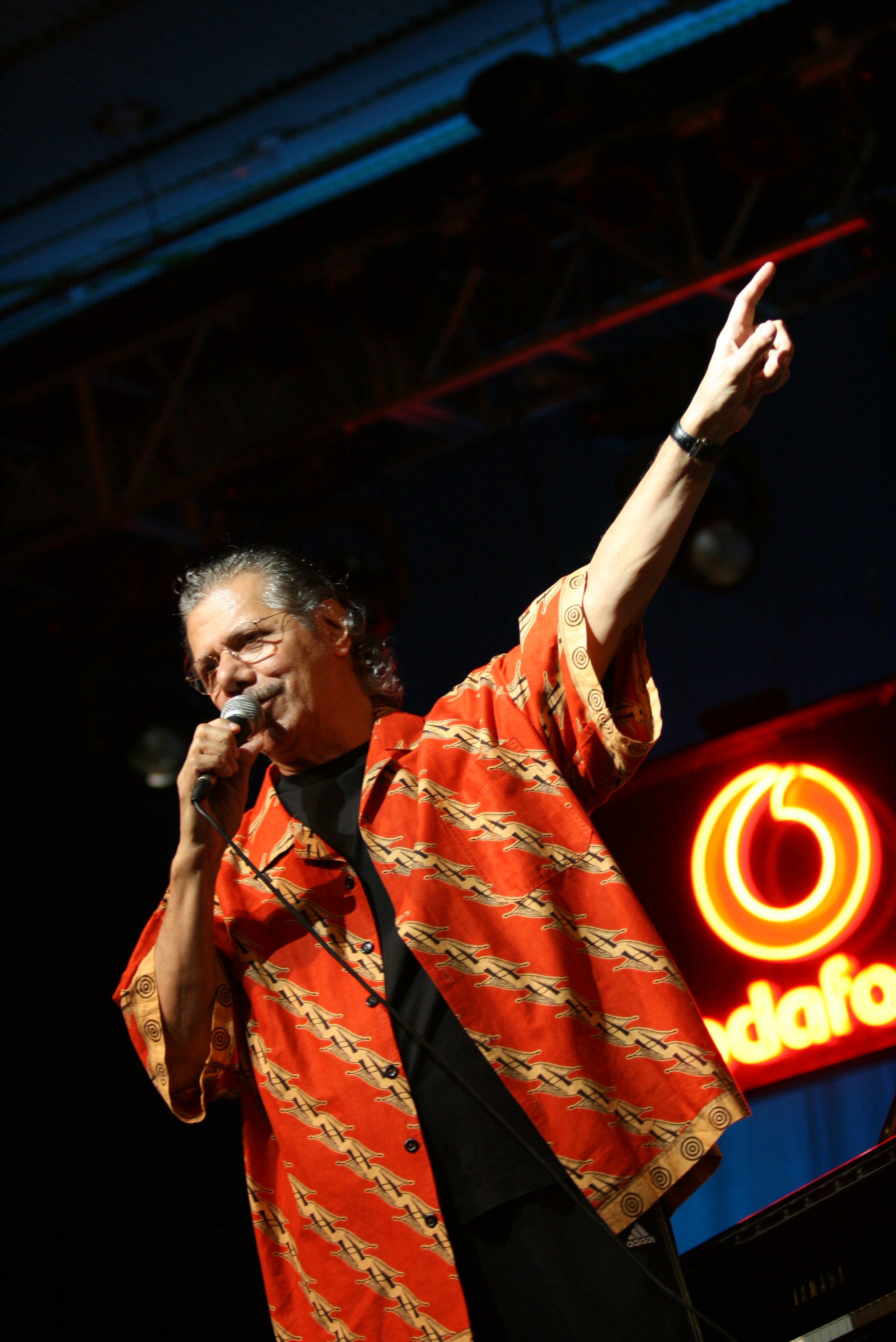
Chick Corea.
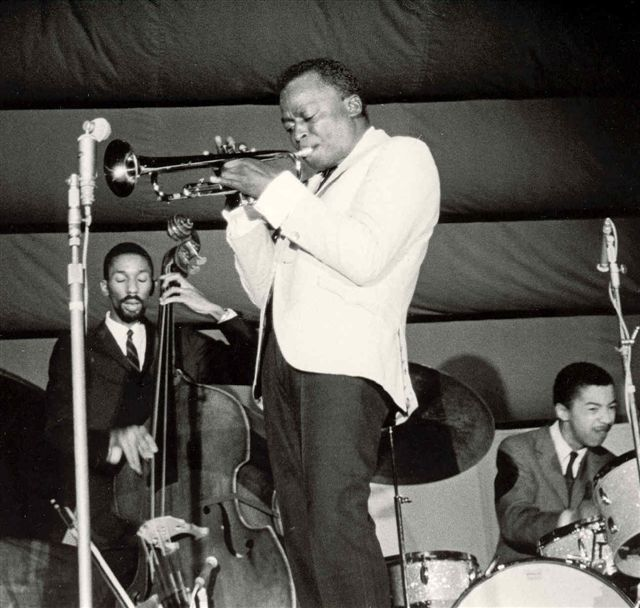
Miles Davis.
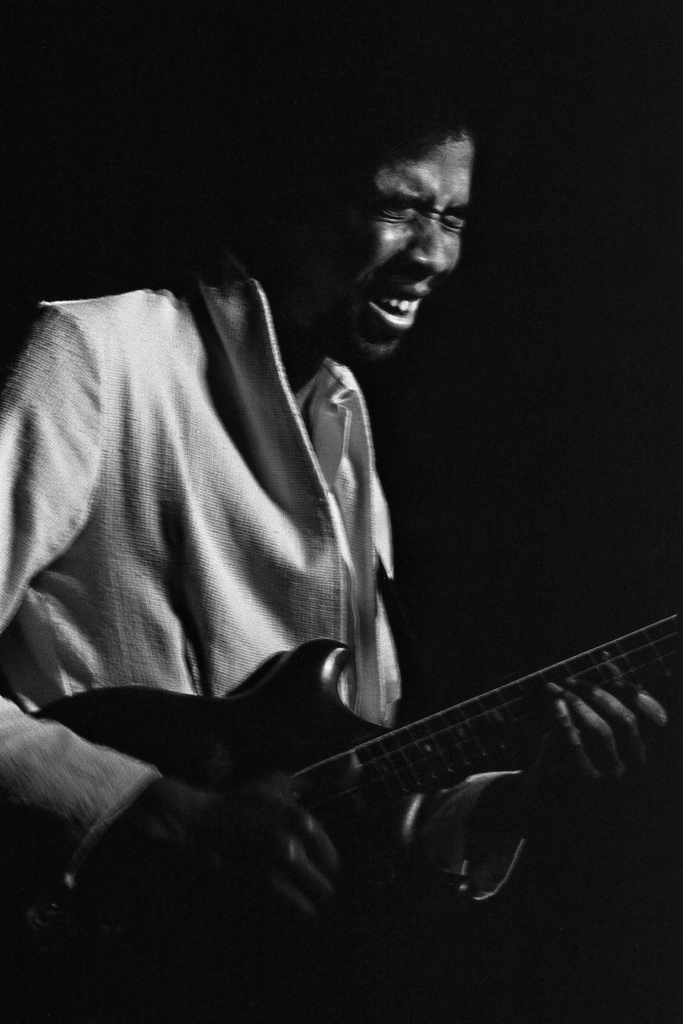
Stanley Clarke en 1979.
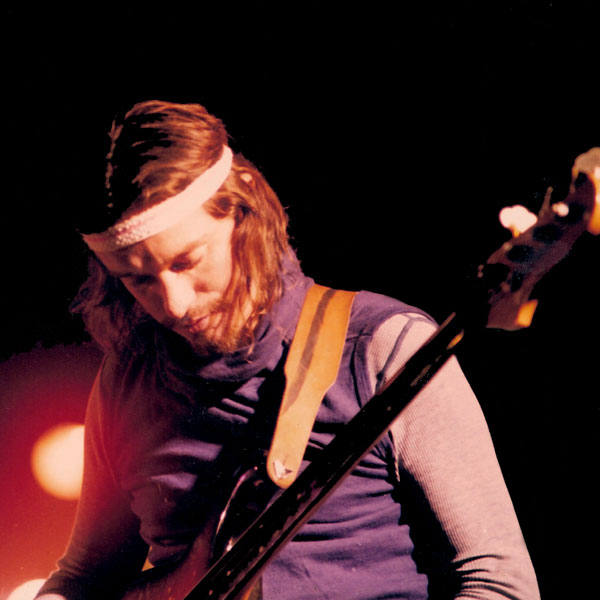
Jaco Pastorius (Italie en 1986) avec Biréli Lagrène et Thomas Borocz.

### Percussions
- Rubem Dantas (Rubem Dantas Rodrigues, Salvador de Bahía [Brésil], 1954) percussionniste brésilien ayant longtemps accompagné Paco de Lucía, et qui a importé avec lui le cajón dans le flamenco depuis les musiques traditionnelles des Andes de culture afro-péruvienne. Il faisait partie du sextet Paco de Lucía qui s'est formé en 1981[65].Il a notamment collaboré avec Carles Benavent, Jorge Pardo, Ramón de Algeciras, Juan Ramírez, Manolito Soler, Joaquín Grilo, Pepe de Lucía, Duquende, Rafael de Utrera, Juan Manuel Cañizares, Viejín et José María Bandera[66].

### Baile(danse)

#### Artistes historiques (avant 2000)
- Aniya la Gitana (ou Anilla la de Ronda, Ana Amaya Molina, Ronda, 1855 – Barcelone, 1933) danseuse, chanteuse, et guitariste historique
- Carmen Amaya (Carmen Amaya, Barcelone, 1918 – Bagur, Gérone, 1963) bailaora, cantaora et actrice gitane mondialement connue par ses films, elle a contribué à faire évoluer les styles de baile et le rôle traditionnellement dévolu à la femme dans les chorégraphies flamencas; elle est parfois surnommée La Capitana. Elle est la cousine de La Chunga et de Dolores Amaya Moreno La Pescaílla.
- La Argentina (Antonia Mercé y Luque, Buenos Aires, 1890 – Bayonne, 1936) danseuse et chorégraphe espagnole quoique née en Argentine (pendant une tournée artistique de ses parents danseurs eux aussi), d'où son surnom. Elle est très renommée pour avoir représenté un trait d'union décisif entre le néoclassicisme et l'avant-garde pour la danse espagnole et andalouse, notamment sur la scène parisienne où elle fut une des plus grandes novatrices de son art pendant la première moitié du XXe siècle. Elle travailla pour l'Opéra de Paris et dirigea les Ballets Espagnols à Paris (héritiers des Ballets Russes de Diaghilev). Elle a collaboré avec les grands compositeurs espagnols de l'époque : Manuel de Falla, Enrique Granados, Isaac Albéniz, José Padilla. Mais aussi avec Federico García Lorca, le chanteur Miguel de Molina ou le danseur Vicente Escudero, figures du flamenco. Elle était de plus une virtuose du jeu des castagnettes intégrées dans sa danse.
- La Argentinita (Encarnación López Júlvez, Buenos Aires, 1895 – New York 1945) bailaora et chorégraphe hispano-argentine, sœur aînée de Pilar López danseuse elle aussi. Elle fut surnommée la Argentinita (la petite Argentine) pour éviter la confusion avec Antonia Mercé, de cinq ans son aînée et déjà surnommée La Argentina. Elle a participé aux mouvements artistiques de l'époque, autour de la Generación del 27, et a collaboré avec des figures comme les poètes Rafael Alberti, Federico García Lorca, le cinéaste et dramaturge Edgar Neville ou Ignacio Sánchez Mejías (le « torero écrivain » qui fut son compagnon). Dans la compagnie de ballet qu'elle avait créée, elle a travaillé avec des bailaores réputés comme Juana la Macarrona, La Malena, José Greco, et avec le grand guitariste Carlos Montoya, et obtint des triomphes, notamment sur les scènes new-yorkaise, parisienne, berlinoise.
- La Macarrona, ou Juana la Macarrona (Juana Vargas de las Heras, Jerez de la Frontera 1870-Sevilla 1947 ; lire l'article en espagnol ou en anglais, plus développé), fille de Juan de Vargas, guitariste de flamenco, et de Ramona de las Heras, cantaora ; considérée avec sa sœur María comme l’une des plus grandes danseuses de l'Âge d'or du flamenco et de l'époque des « cafés cantantes », elles descendaient deTío Vicente Macarrón ou de Tío Juan Macarrón, les deux frères cantaores historiques (du XVIIIe siècle).
- La Malena (Magdalena Seda Loreto, Jerez de la Frontera, 1872 – Séville, 1956) bailaora considérée en son temps comme la seule rivale possible de sa compatriote La Macarrona, elle a travaillé aussi avec La Argentinita.
- Pastora Imperio (Pastora Rojas Monje, Séville, 1887 – Madrid, 1979) danseuse, chanteuse et actrice reconnue. Amie de García Lorca et de Falla, c'est pour elle que Manuel de Falla a expressément composé l'Amour sorcier sous sa forme ballet-pantomime avec dialogues et chants en 1915, sur un livret de María Martínez Sierra.

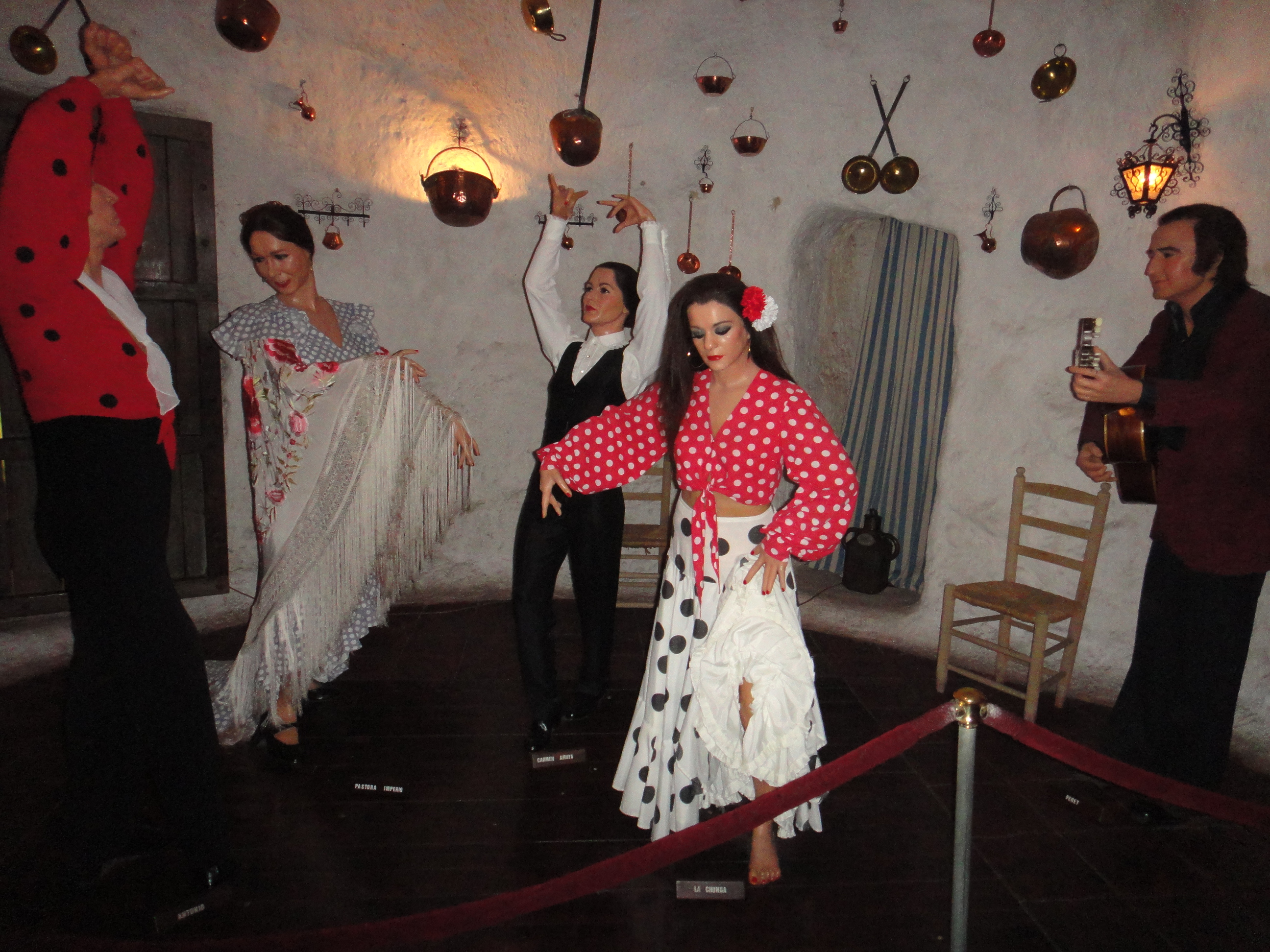
Musée de cire de Barcelone : Carmen Amaya (au centre), La Chunga (à droite) et Pastora Imperio à gauche.
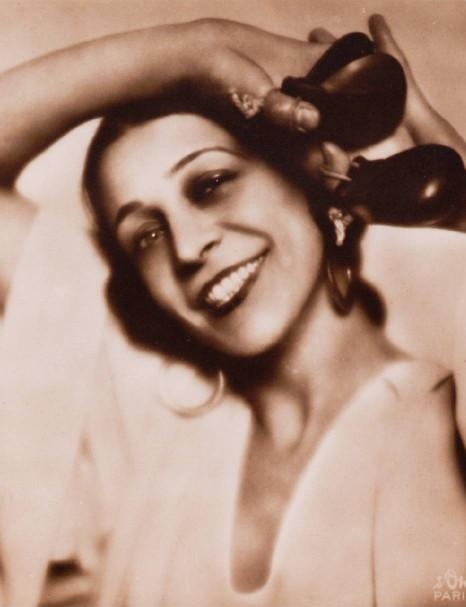
La Argentina en 1930.
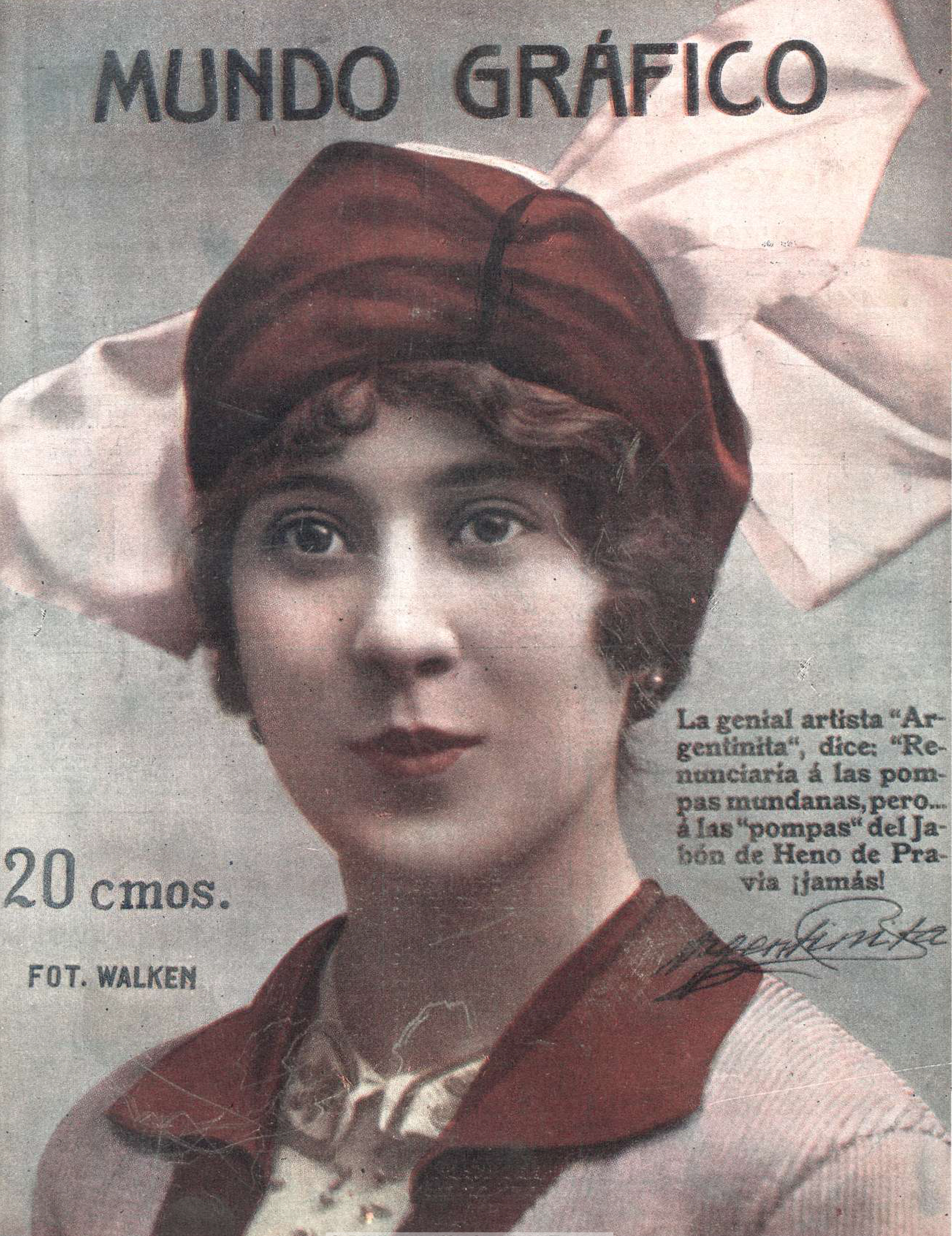
La Argentinita en 1916.
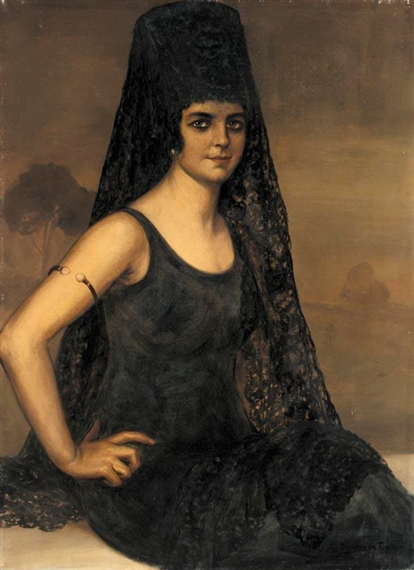
Pastora Imperio en 1913.
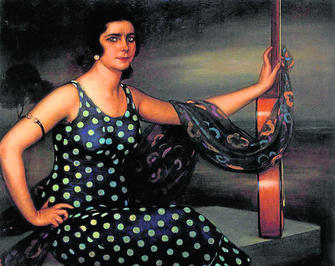
Pastora Imperio en 1922.

#### Artistes contemporains (après 2000)
- Antonio Canales (Antonio Gómez de los Reyes, Séville 1961) danseur, chorégraphe, acteur (notamment pour Tony Gatlif dans Vengo).
- Antonio Gades, (Antonio Esteve Ródenas ou Rodeñas, Elda, 1936 – Madrid, 2004) danseur et chorégraphe, considéré comme un des plus importants de l’époque contemporaine : par ses chorégraphies, sa collaboration avec Paco de Lucía, Cristina Hoyos, et les films qu’il a créés avec Carlos Saura (dont la « Trilogie flamenca »), il a contribué à la popularisation internationale du flamenco et fut le premier directeur du Ballet Nacional de España.
- Belén Maya (Belén Maya García, New York 1966), on la voit dans les films de Carlos Saura, et notamment sur l'affiche du film Flamenco, Flamenco (2010).
- Cristina Hoyos (Cristina Hoyos Panadero, Séville 1946) danseuse, chorégraphe, professeure, directrice de compagnie et actrice ; elle tient les premiers rôles, aux côtés d'Antonio Gades, dans la Trilogie flamenca de Carlos Saura (Noces de sang (film, 1981), Carmen, L'Amour sorcier).
- Israel Galván (Israel Galván de los Reyes, Séville 1973) danseur et chorégraphe de flamenco expérimental (tendant à l'abstraction), quand sa sœur Pastora Galván, elle aussi danseuse et chorégraphe, est reconnue comme une référence dans le flamenco traditionnel d'aujourd'hui[67]; ils sont les enfants des bailaores et chorégraphes Eugenia de los Reyes Bermúdez et José Galván « maîtres de flamenco » traditionnels ; Israel Galván est reconnu en Espagne, mais plus encore en France[68], où il a entre autres participé au Festival d'Avignon en 2009 et 2017.
- Joaquín Cortés (Cordoue 1969) bailaor, chorégraphe, acteur, réalisateur et producteur, de famille gitane espagnole d'origine Rom ; on peut apprécier son art du baile et son jeu d'acteur dans les films : La Fleur de mon secret (notamment un duo avec la grande Manuela Vargas (es) sur Sketches of Spain de Miles Davis dans ce film) de Pedro Almodóvar (1995), Flamenco de Carlos Saura (1995) et Gitano de Manuel Palacios et Arturo Pérez-Reverte (2000).
- La Chana (Antonia Santiago Amador, Barcelone 1946) danseuse célèbre pour son sens exceptionnel du rythme, la sûreté de son compás (rythme et mesure), la vigueur enflammée de son taconeo (claquettes flamencas), la précision et la rapidité virtuose de son zapateado[69] (danse mettant en œuvre essentiellement le zapateo ou taconeo gracieux). La réalisatrice croate Lucija Stojević lui a consacré un documentaire long-métrage en 2016[70] : « La Chana - Le flamenco est ma vie[71] ». Le bailaor et chorégraphe Antonio Canales l'a toujours présentée publiquement comme sa "maestra"[72]).
- La Chunga, (Micaela Flores Amaya, Marseille 1938) danseuse, actrice et peintre d'art naïf ; La Chunga peut se traduire en français par La Craignosse ; elle est la cousine de Carmen Amaya La Capitana et de Dolores Amaya Moreno La Pescaílla, nièce du cantaor Rafael « El Tuerto », et apparentée à Camarón de la Isla[73] ; elle fut la muse de nombreux poètes comme Blas de Otero, Rafael Alberti…
- María Pagés (María Jesús Pagés Madrigal, Séville 1963) bailaora, costumière, chorégraphe reconnue aux niveaux national et international, elle a fait partie des compagnies d'Antonio Gades et de Mario Maya, avant de créer sa propre compagnie en 1990 ; on la voit notamment dans le film Flamenco (de Carlos Saura en 1995) ; elle a été primée pour la danse à la biennale de flamenco de Séville 2012, et pour le meilleur spectacle à celle de 2010.
- Merche Esmeralda (Mercedes Rodríguez Gamero, Séville 1947) bailaora, chorégraphe, cantaora et actrice ; elle a collaboré avec Joaquín Cortés, Joaquín Grilo et Antonio Canales ; on la voit dans les films Flamenco de Carlos Saura et Alma Gitana de Chus Gutiérrez ; elle a fondé son école de danse en 1995.
- Sara Baras (Sara Pereyra Baras, San Fernando, Cadix, 1971) bailaora, chorégraphe et directrice de compagnie ; elle a collaboré entre autres avec Manuel Morao, Enrique Morente, Paco Peña, Merche Esmeralda, Antonio Canales ; aujourd'hui, elle crée ses propres spectacles au sein de sa compagnie : le Ballet Flamenco Sara Baras créé en 1998.
- Le groupe des sept frères des Los Vivancos, à partir des années 2000.

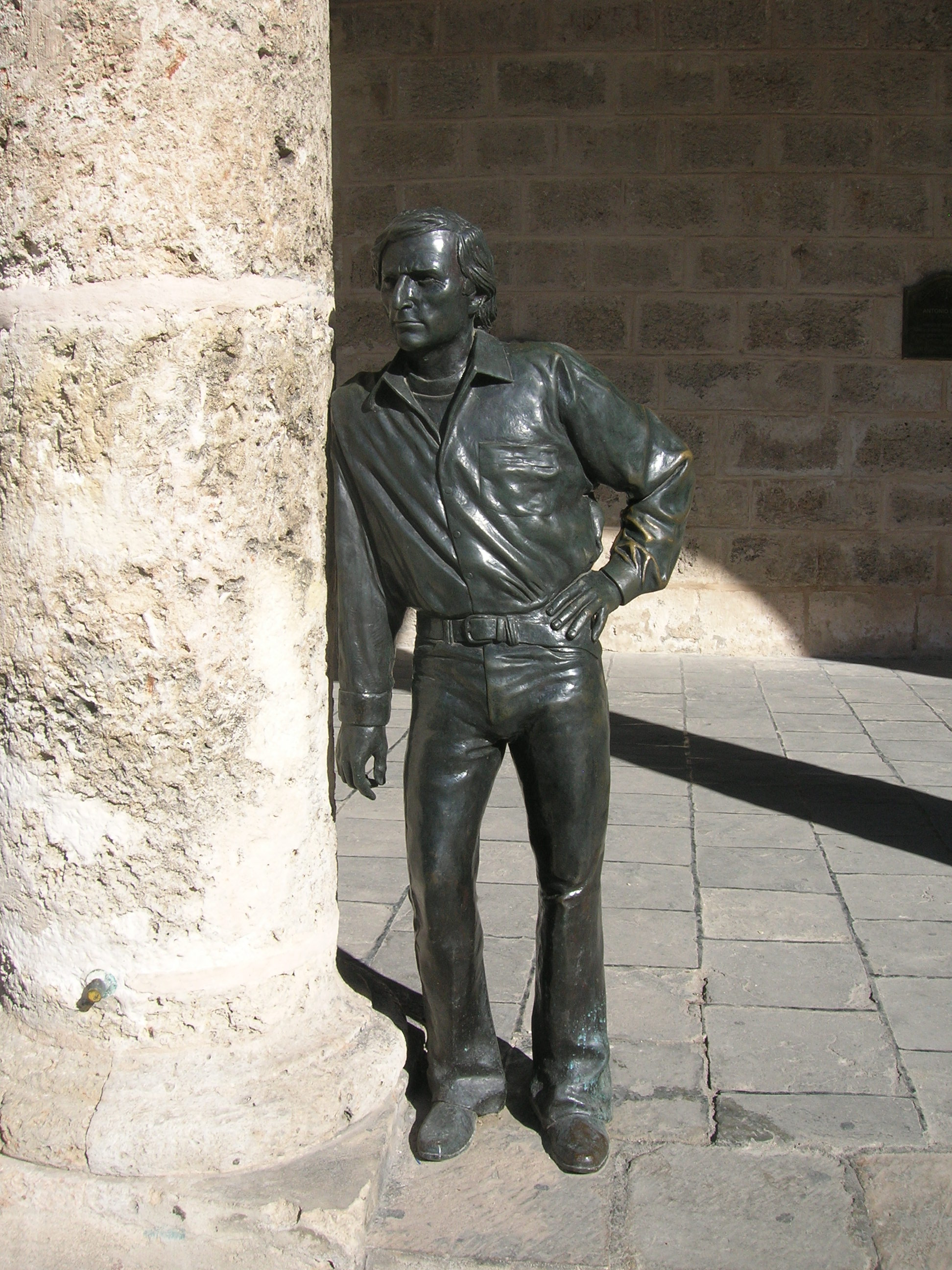
Antonio Gades.
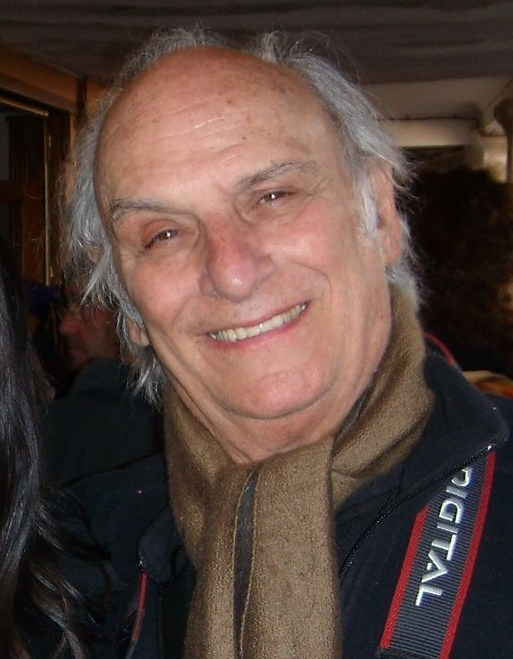
Carlos Saura.
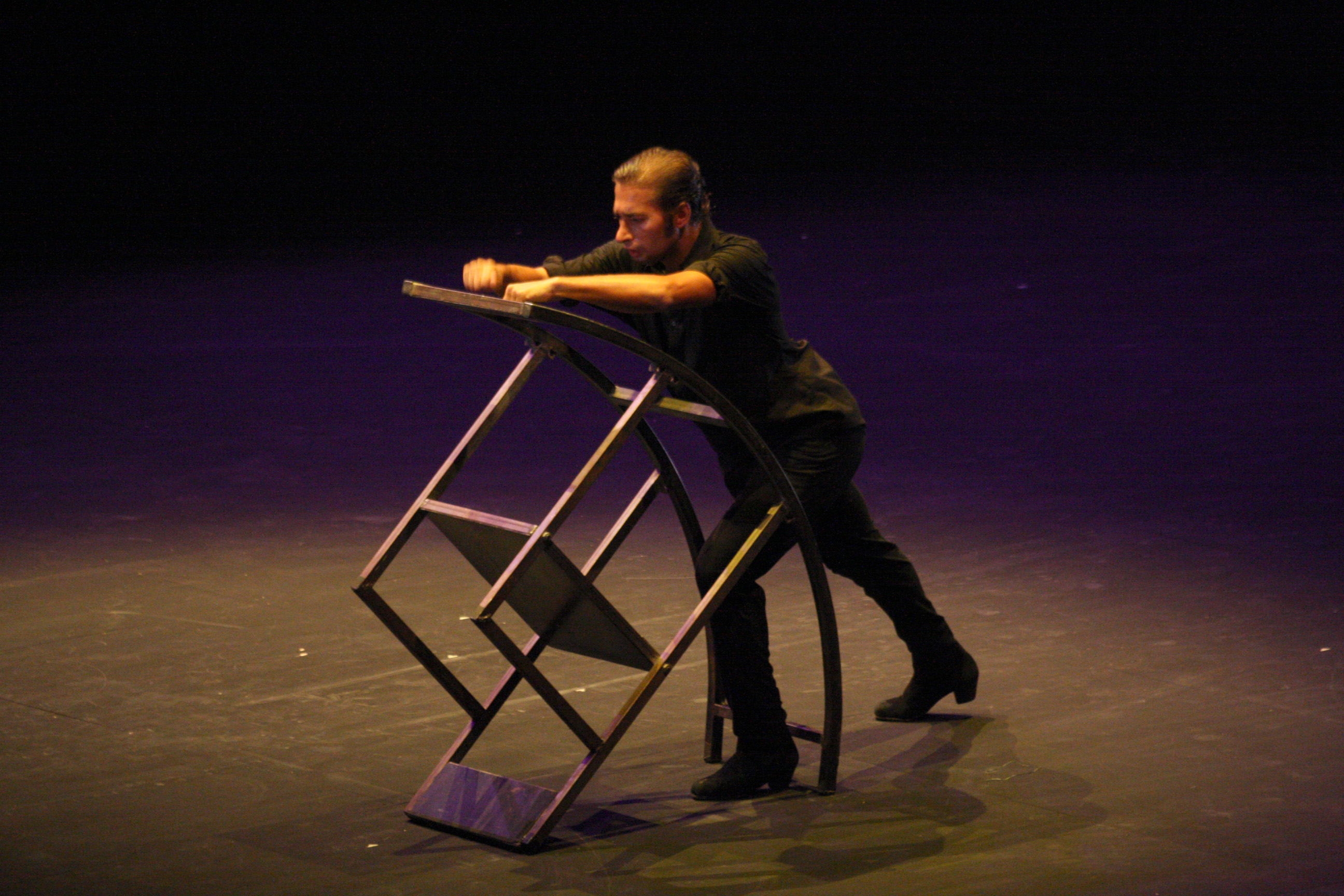
Israel Galván.
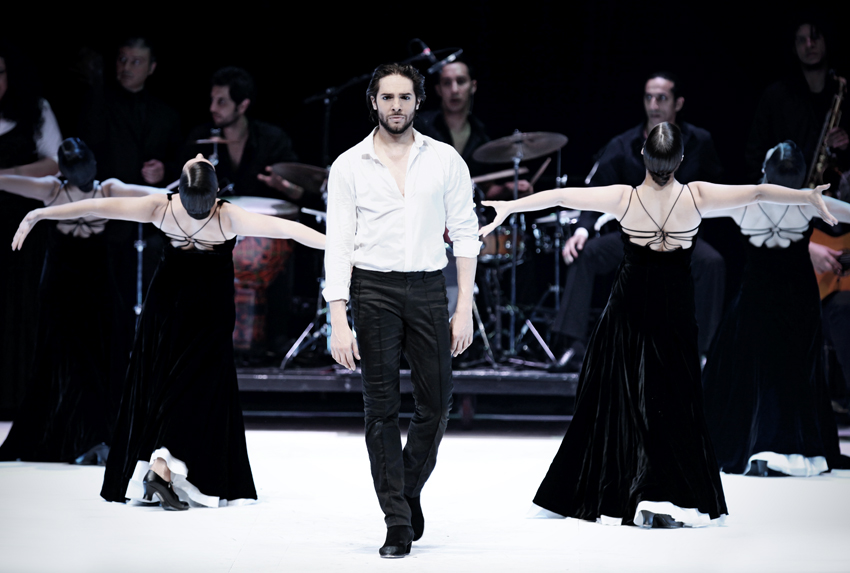
Joaquín Cortés dans Calé (2009). Photo : Stéphanie Pistel.
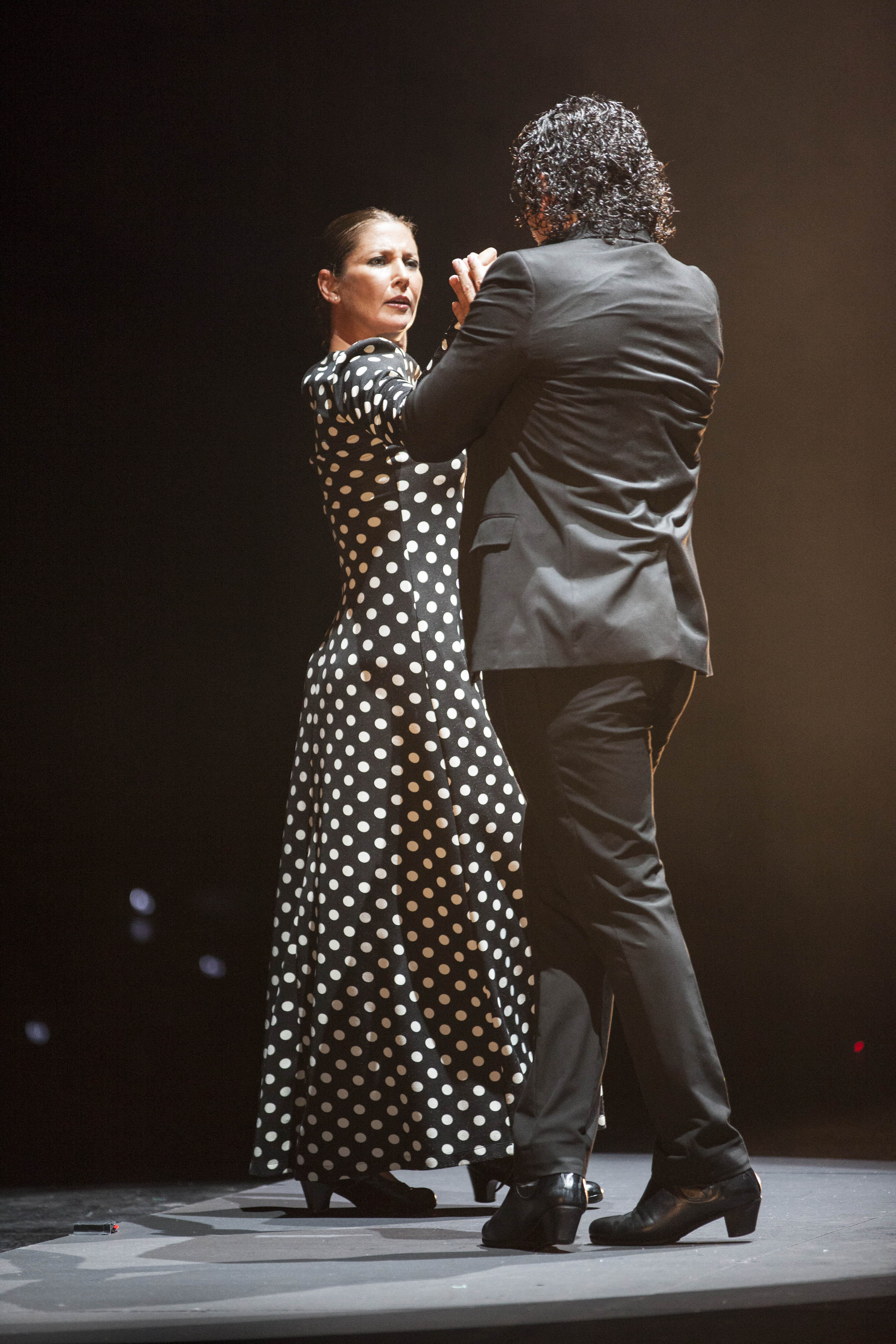
Sara Baras, 2015.

### Cinéma
- Carlos Saura (Carlos Saura Atarés, Huesca 1932) cinéaste espagnol prolifique et réalisateur parmi les plus reconnus mondialement, multi-primé et certainement l'un des plus influents des soixante dernières années pour le cinéma espagnol ou hispanique avec Luis Buñuel et Pedro Almodóvar. Dans sa riche filmographie, la musique et la danse en général, le flamenco en particulier, sont des thèmes récurrents. On retiendra notamment plusieurs films-ballets consacrés au flamenco. D'abord sa Trilogie Flamenca (fiction et danse avec Antonio Gades) : Noces de sang[Lequel ?] (Bodas de sangre) en 1981 inspiré par García Lorca, puis Carmen en 1983 inspiré par Mérimée et Bizet, enfin L'Amour sorcier (El amor brujo) en 1986 inspiré par Manuel de Falla. Puis des films plus documentaires de danse pure : Sevillanas (1992), Flamenco (1995), Iberia (2005), Flamenco, Flamenco (2010). Il a aussi réalisé des films sur l'univers du tango argentin, du fado portugais, du folklore argentin, de la jota aragonaise : Tango (1998), Fados (2007), Zonda folclore argentino (2015), Jota de Saura (2016).
- Edgar Neville Romrée (Madrid 1899 - 1967) cinéaste (scénariste et réalisateur), écrivain et dramaturge espagnol : entre de nombreux autres (films de fiction et documentaires), on retiendra le film Duende y misterio del flamenco (1952), qui concerne le flamenco. Entre de nombreux autres encore (poésie, théâtre, romans, essais) on retiendra les livres : El baile, cuentos y relatos cortos (Madrid, Castalia, 1996), et Flamenco y cante jondo (Madrid, Rey Lear, 2006).
- Emir Kusturica (Sarajevo, Bosnie-Herzégovine, 1954) cinéaste, acteur et musicien serbe et français multi-primé (dont Lion d'or (1981) et d'argent (1998) à la Mostra de Venise, un Ours d'argent au Festival de Berlin 1993, deux Palmes d'or et un Prix de la mise en scène au Festival de Cannes) ; la musique (surtout tzigane) est omniprésente dans ses films, notamment celle du trompettiste serbe Boban Marković avec sa fanfare de onze musiciens, et celle de son propre groupe le No Smoking Orchestra ; les Gitans sont le thème central de deux de ses films : Le Temps des Gitans (1988) et Chat noir, chat blanc (1998).
- Manuel Palacios[74] écrivain, dramaturge, metteur en scène et cinéaste espagnol ; parmi ses documentaires, fictions télévisées et longs métrages, on retiendra un film musical : Bodas de gloria (1995), et son film Gitano avec Laetitia Casta et Joaquín Cortés en tête d'affiche.
- Tony Gatlif (né Michel Boualem Dahmani à Alger en 1948, de père kabyle et de mère gitane) réalisateur, acteur, scénariste, producteur et compositeur français; le peuple rom, la richesse et la diversité de son « univers sonore et musical » (notamment la musique tzigane, la musique manouche et le flamenco) sont souvent au centre de ses films; il a reçu deux César de la meilleure musique écrite pour un film en 1999 pour Gadjo dilo, et en 2001 pour Vengo), ainsi qu'un prix de la mise en scène au Festival de Cannes 2004 pour Exils. Parmi ses films, on retiendra notamment, pour leurs liens avec la musique et le flamenco : la trilogie Les Princes (1983), Latcho Drom (1993), Gadjo dilo (1997), puis Swing (2001) et surtout Vengo (2000) qui contient des scènes où le flamenco tient un rôle de premier plan (dont un intermède musical de flamenco-fusion avec la musique égyptienne mettant à l'honneur Tomatito et Sheik Al Tuni[64],[75]).

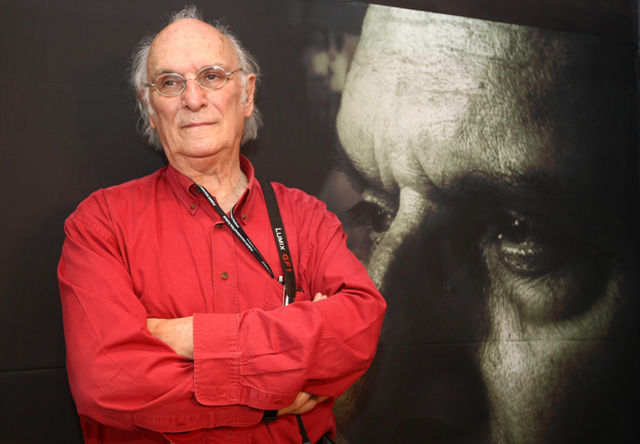
Carlos Saura en 2011.
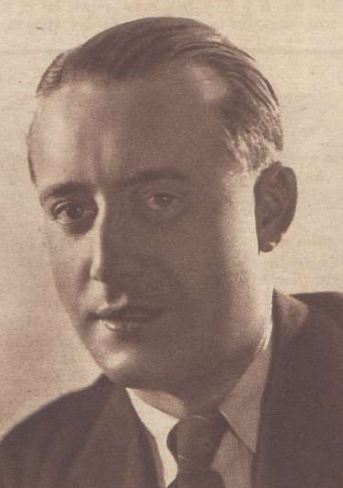
Edgar Neville Romrée en 1936.
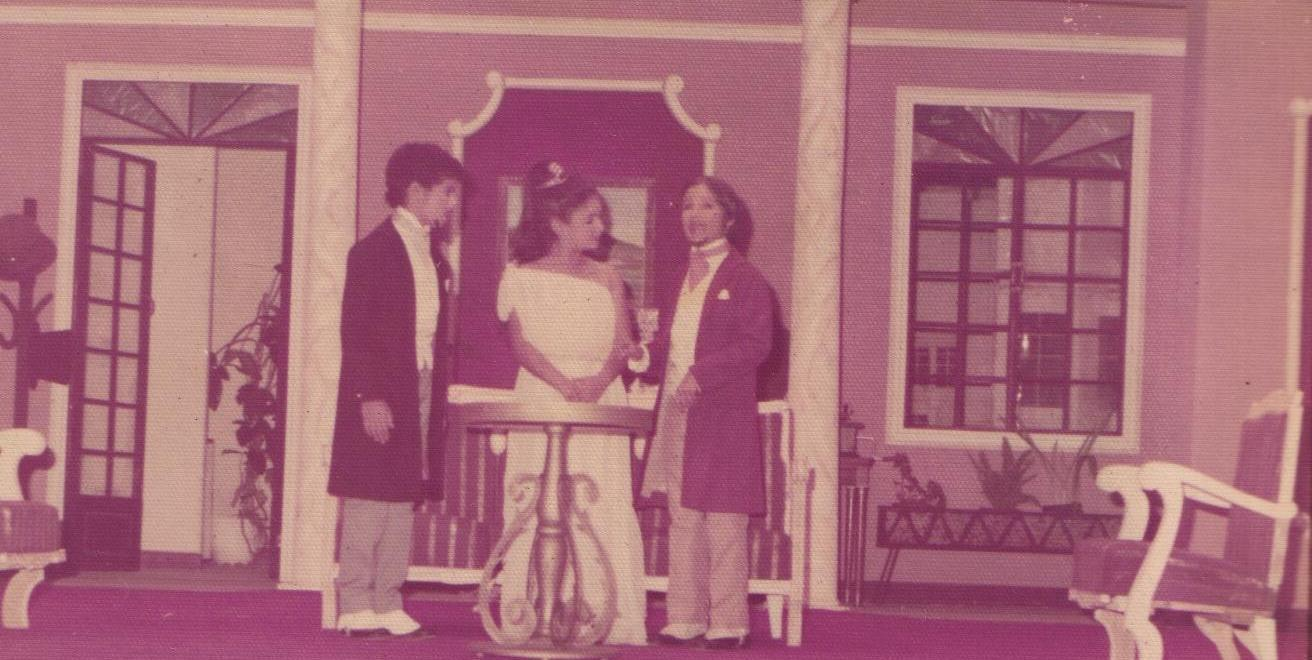
El Baile, pièce d'Edgar Neville, Palacio de Bellas Artes, república Dominicana, 1976.
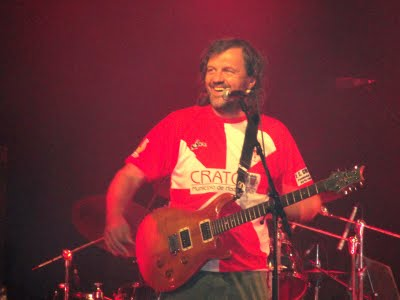
Emir Kusturica jouant avec son groupe.
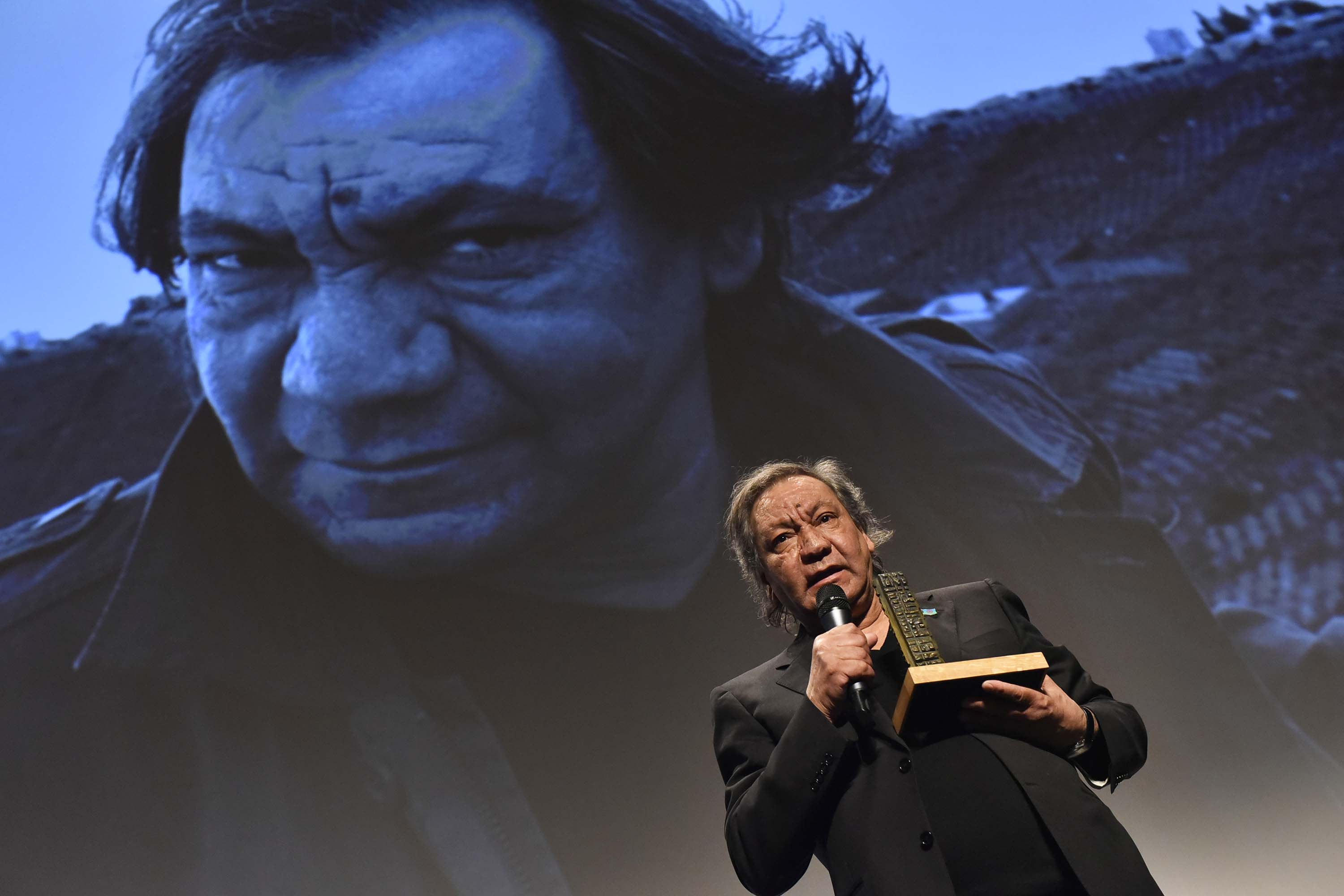
Tony Gatlif en 2016.
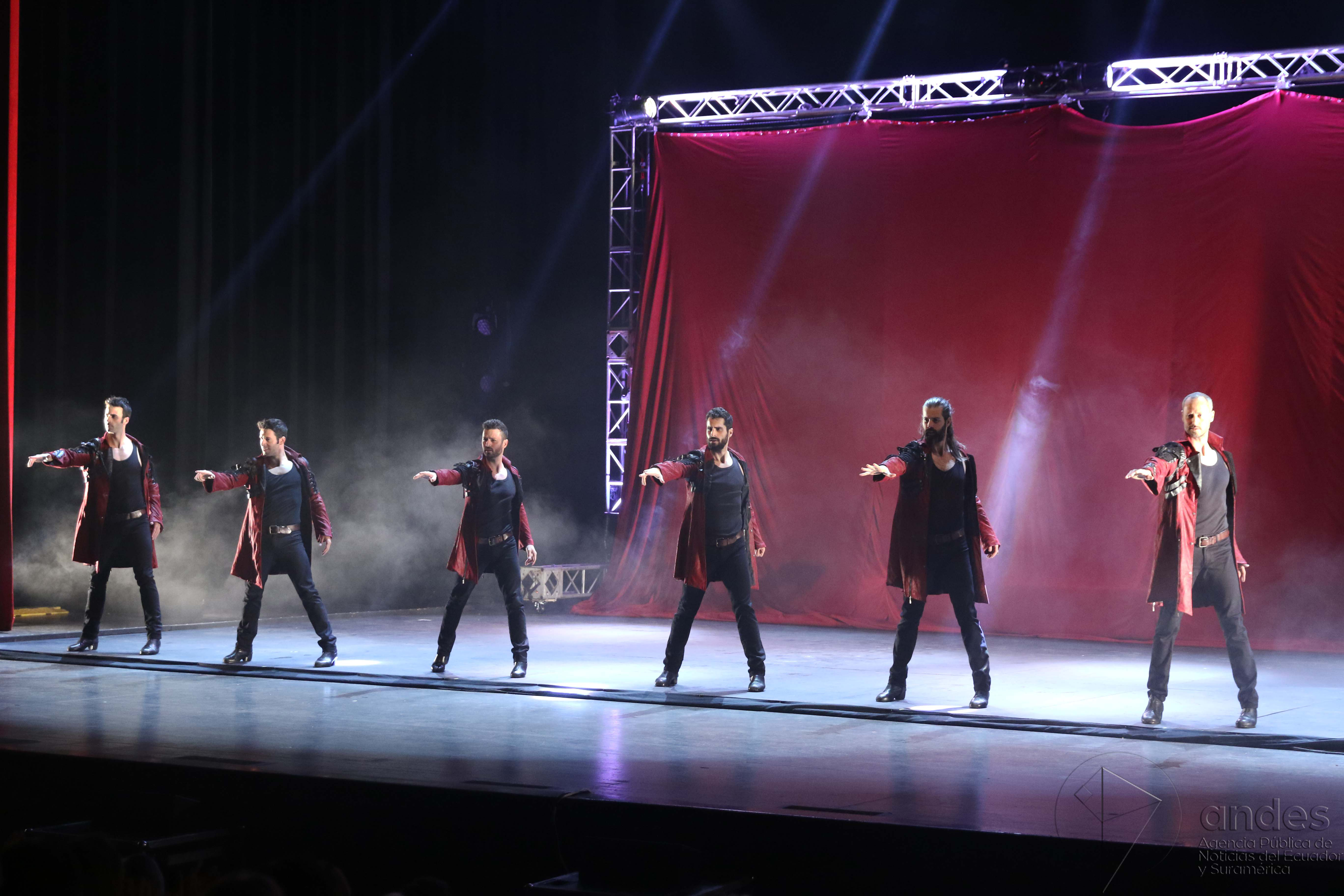
Los Vivancos en 2017, tournée Nacidos par bailar.

## Écrits documentaires
- Gabriel Sandoval, Flamenco attitudes, Paris, Solar, 2003, 144 p. (ISBN 978-2263034770)
- Gabriel Sandoval et Bernardo Sandoval, Le flamenco, entre révolte et passion, Milan, coll. « Les Essentiels Milan » (no 119), 2006, 64 p. (EAN 978-2745925428)
- (es) José Manuel Gamboa : Víctor Monge Serranito. El guitarrista de guitarristas - un livre (456 pages) + un DVD / El Flamenco Vive, Madrid, 2017.
- (es) José Manuel Gamboa : ¡En er mundo ! De cómo Nueva York le mangó a París la idea moderna de flamenco (Flamenconautas. 1a parte : Pioneros y conquistadoras) / Athenaíca Ediciones Universitarias, Sevilla, 2016.
- (es) José Manuel Gamboa : Guía libre del flamenco, en collaboration avec Pedro Calvo / Iberautor, Madrid, 2001.
- (es) José Manuel Gamboa : Una historia del flamenco / Espasa Calpe, Madrid, 2005 et 2011.
- (es) José Manuel Gamboa : Flamenco de la A a la Z. Diccionario de términos flamencos, en collaboration avec Faustino Nuñez / Espasa Calpe, Madrid, 2007.
- (es) José Manuel Gamboa : Luis Maravilla. Por derecho (en collaboration avec Miguel Espin / Fundación Machado, Sevilla, 1990).
- (es) José Manuel Gamboa : Perico el del Lunar. Un flamenco de antología (Ediciones La Posada, Córdoba, 2001).
- (es) José Manuel Gamboa : Sabicas. La correspondencia de Sabicas nuestro tío de América. Su obra toque X toque (El Flamenco Vive, Madrid, 2013 - La correspondencia de Sabicas).
- (es) José Manuel Gamboa : Universo Morente. Creación y vida de Enrique Morente / TF Editores, 2015.

## Filmographie
- Flamenco à 5 h 15, documentaire canadien ayant remporté l'Oscar du meilleur court métrage documentaire en 1984
- Luz del flamenco, documentaire en français (RTVE/ARTE 1997) : une histoire du flamenco des origines aux cafés cantantes, aux académies de danse et à Paco de Lucía, avec témoignages, entretiens et images d'archives rares (à écouter et à voir en ligne)
- Flamenco, Flamenco de Carlos Saura (présentation)